# ミスタードーナツ
ミスタードーナツ（英語: Mister Donut）は、ドーナツを主力とするアメリカ合衆国発祥のファーストフードチェーン。2024年現在、日本のダスキンが日本のほか台湾、インドネシア、フィリピン、タイ、シンガポールに店舗を展開している。略称は「ミスド」。

## 概要

### 北米
創業者はハリー・ウィノカー。ウィノカーはダンキンドーナツ（1948年創業）の創業者であるウィリアム・ローゼンバーグの義妹の夫であった。ウィノカーはローゼンバーグとともにダンキンドーナツを経営していたが、経営方針の違いから1956年に独立し、アメリカ合衆国マサチューセッツ州ボストンでミスタードーナツを創業した。1970年にインターナショナル・マルチフーズの傘下となり、全盛期にはアメリカ・カナダで550店舗を展開するまでに成長した。1990年にダンキンドーナツとともにバスキン・ロビンスの親会社だったアライド・ライオンズ（後のアライド・ドメク）に買収され、北米の店舗が一部を除きダンキンドーナツに転換されたことで事実上再統一された。その後1994年にアライド・ドメク・クイックサービスレストラン（後のダンキン・ブランズ）が商標権を引き継いだ。
2005年にアライド・ドメクがフランスの酒業メーカーペルノ・リカールに買収されたのに伴い、2006年にダンキン・ブランズはカーライル・グループ、ベインキャピタル、トーマス・H・リー・パートナーズのプライベート・エクイティ・ファンド3社で構成されるコンソーシアムに売却された。その後、ダンキン・ブランズは2012年8月にコンソーシアムから完全に独立した。
2020年10月31日にインスパイア・ブランズがダンキン・ブランズを113億ドルで買収すると発表した。同年12月15日に買収が完了し、現在はインスパイア・ブランズが（北米等における）ミスタードーナツの商標管理を行っている。

### 日本
日本国内では、1971年よりダスキンがミスタードーナツの運営を開始した。まったくの異業種である同社がドーナツ事業に進出したきっかけは、創業者の鈴木清一がフランチャイズのシステムを学ぶために渡米した際、ミスタードーナツを視察し、ハリー・ウィノカーに出会って意気投合したことに始まる。ダスキンは1983年にはアジア圏におけるミスタードーナツの商標権並びに販売権を獲得。以降、日本のミスタードーナツはケンタッキーフライドチキンやマクドナルドなどと同じく、日本国内で最も早い時期に営業を開始したフード系フランチャイズチェーンにして、日本最大規模のドーナツチェーン店として発展した。
一方、ライバルのダンキンドーナツも1970年から日本に展開していたが、1998年に日本から撤退。1990年代以降、アメリカのドーナツフランチャイズ市場をダンキンが圧倒したのとは対照的に、日本のドーナツ市場ではミスタードーナツが圧倒する状況となった。

## ロゴ
ロゴは、アメリカの創業者のハリー・ウィノカーがボウタイをした髭をはやしたコック姿を特徴的に図案化したものである。色は主に、オレンジと白が使われる。サブカラーとして茶色が使用される場合がある。店舗により、ボウタイとドーナツ（円）を組み合わせた上記ロゴを更に抽象化したものを用いている場合もある。

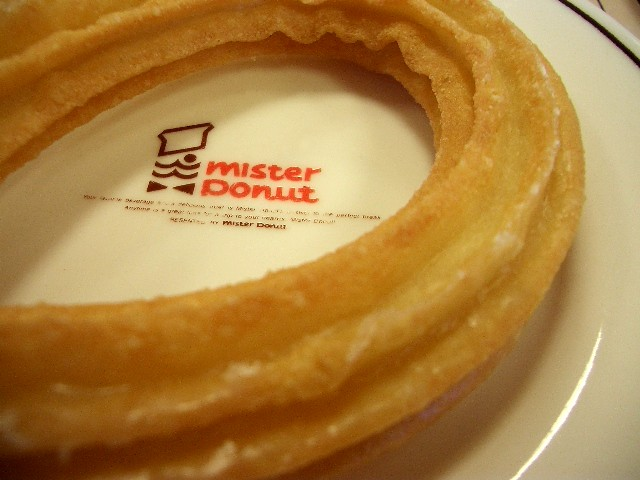
ドーナツと皿のロゴ

## 日本国内の店舗

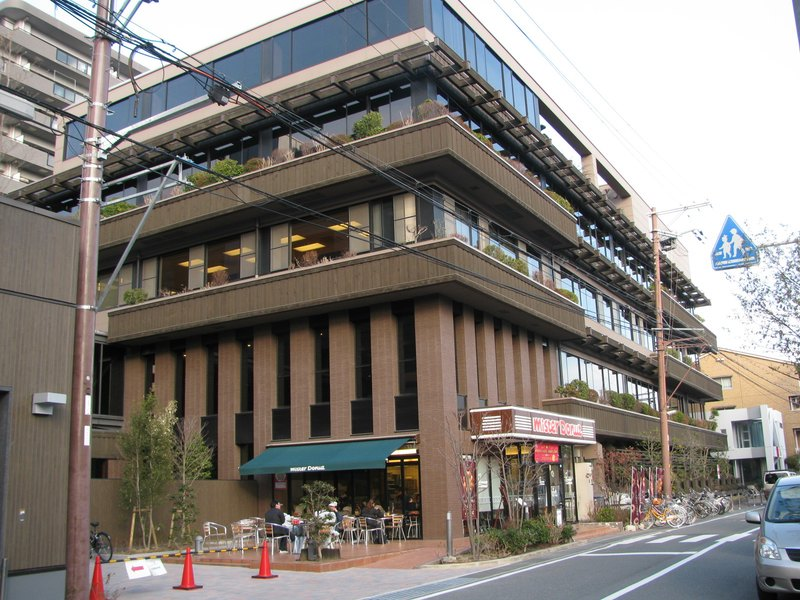
ミスタードーナツ事業本部ビル（大阪府吹田市、江坂芳野町ショップを併設）

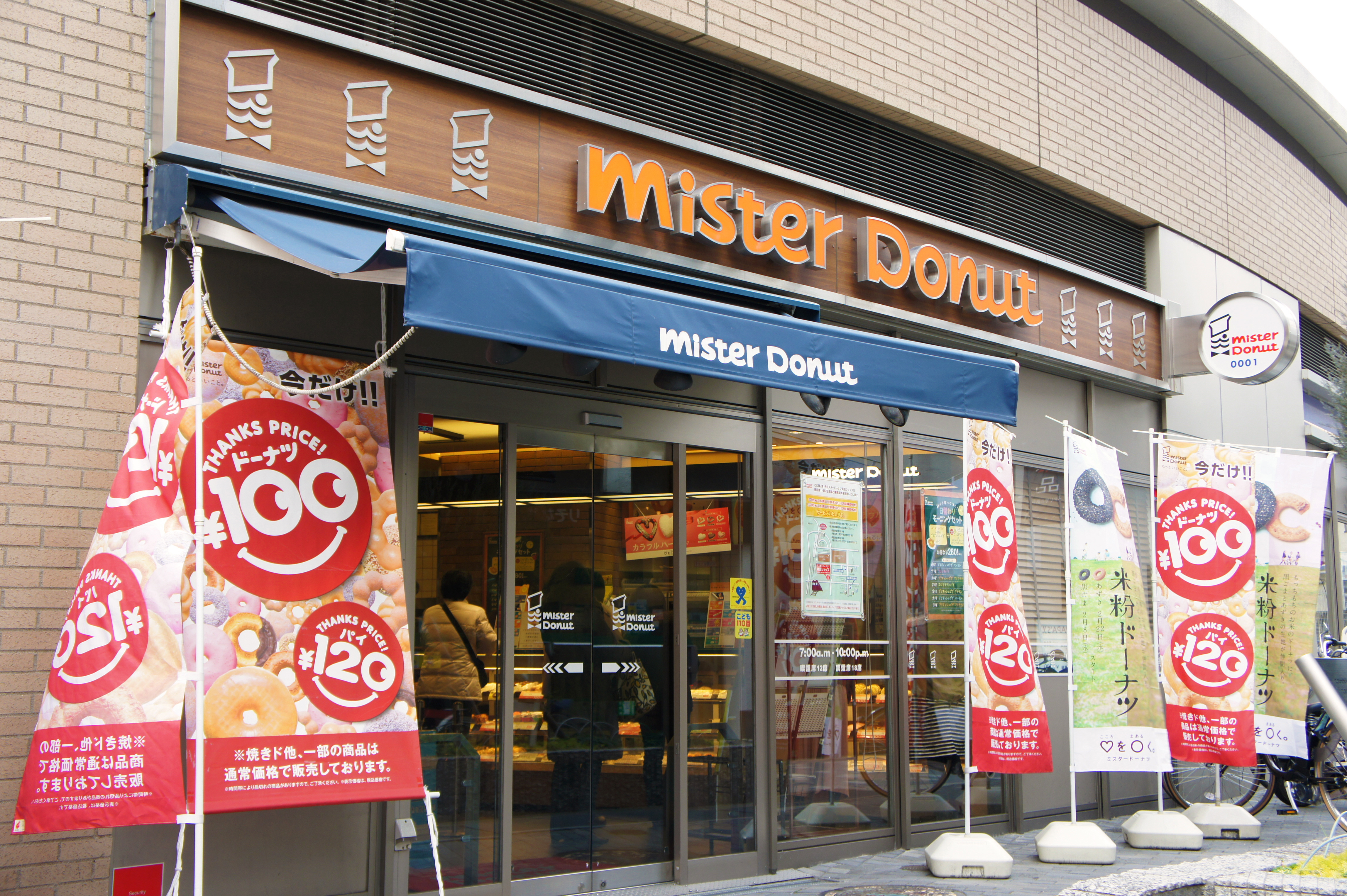
箕面ショップ（ショップNo.0001）

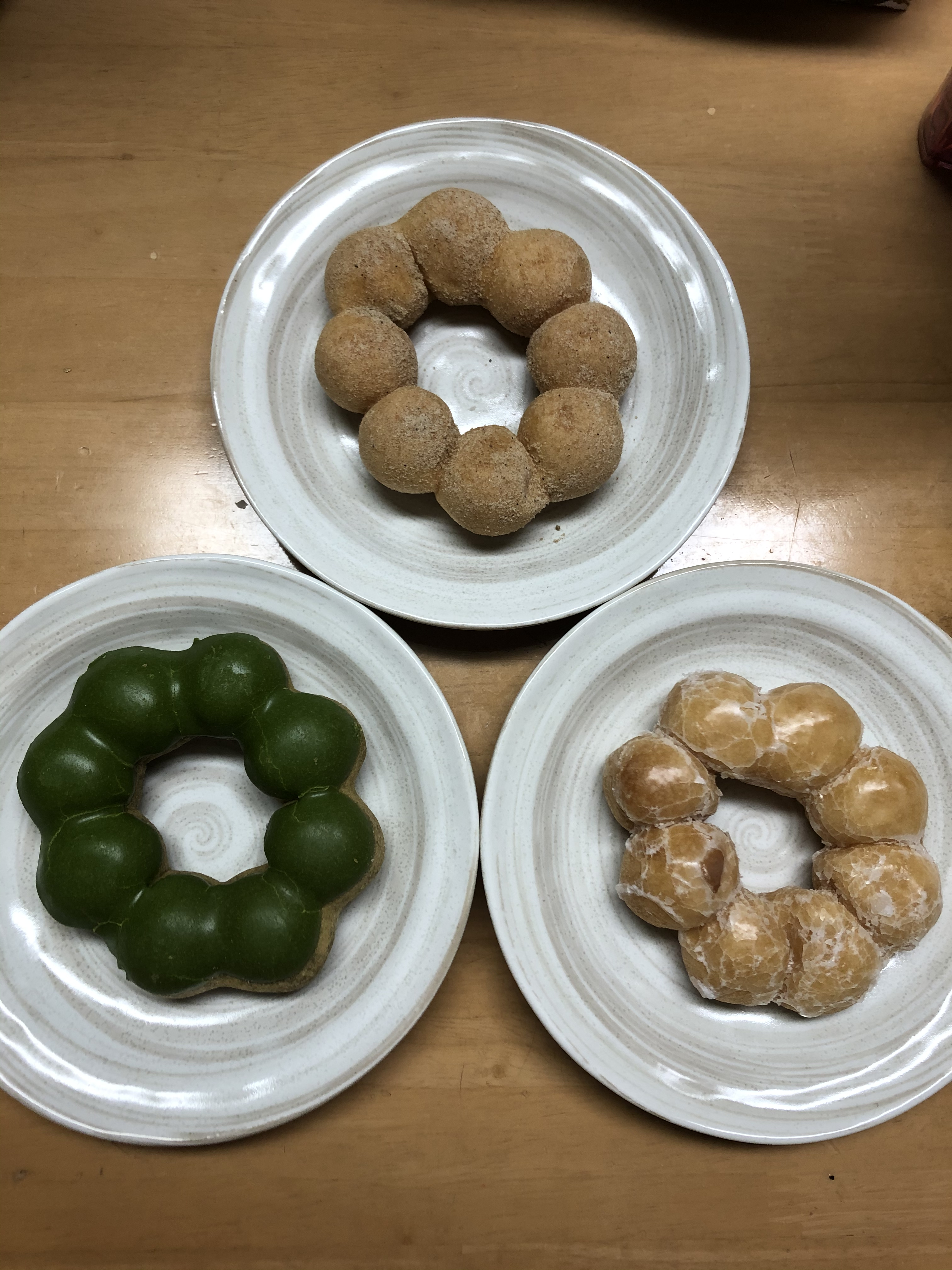
ミスタードーナツの商品の例

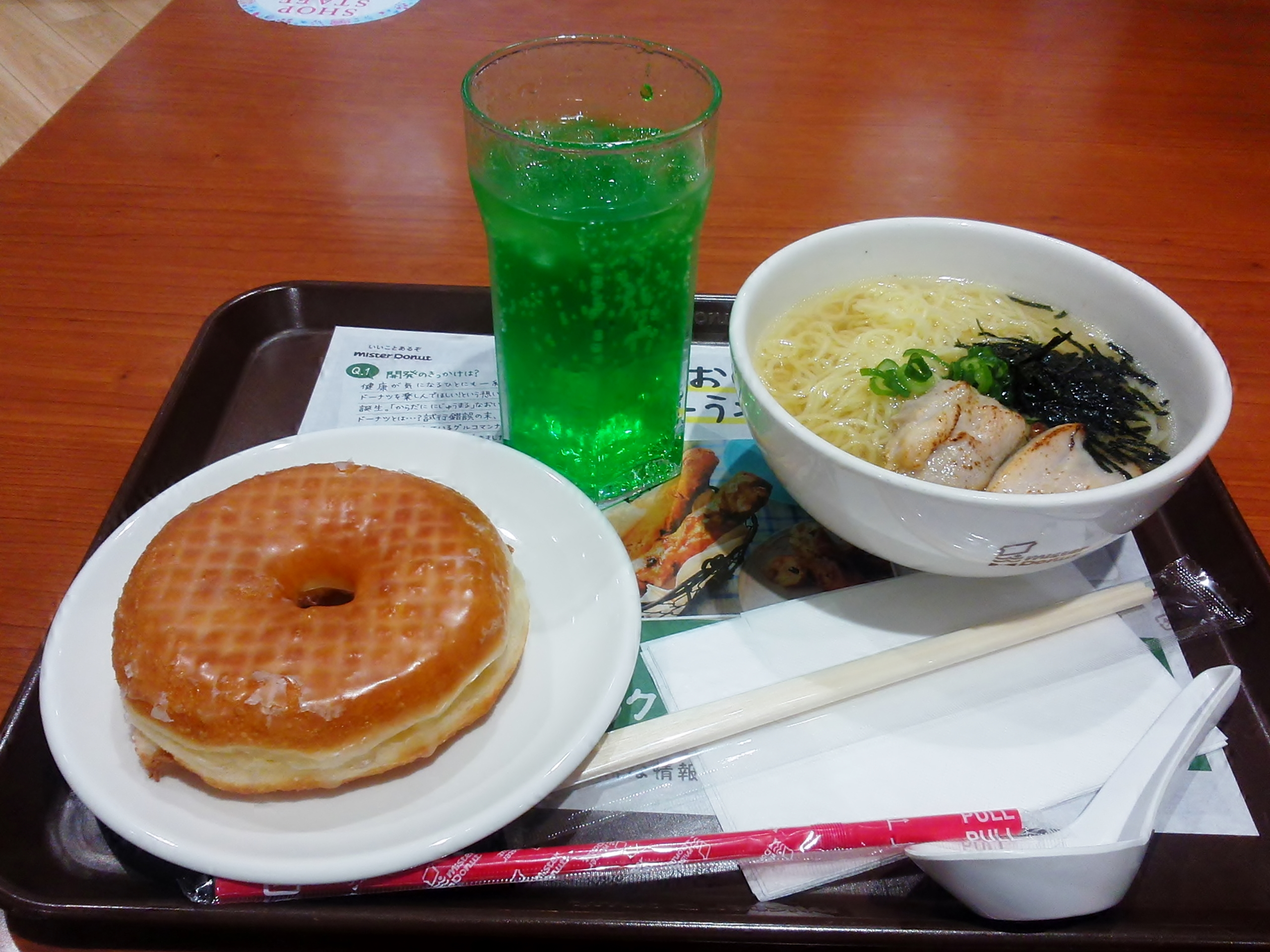
メニューの例（ドーナツ・ドリンク・飲茶）

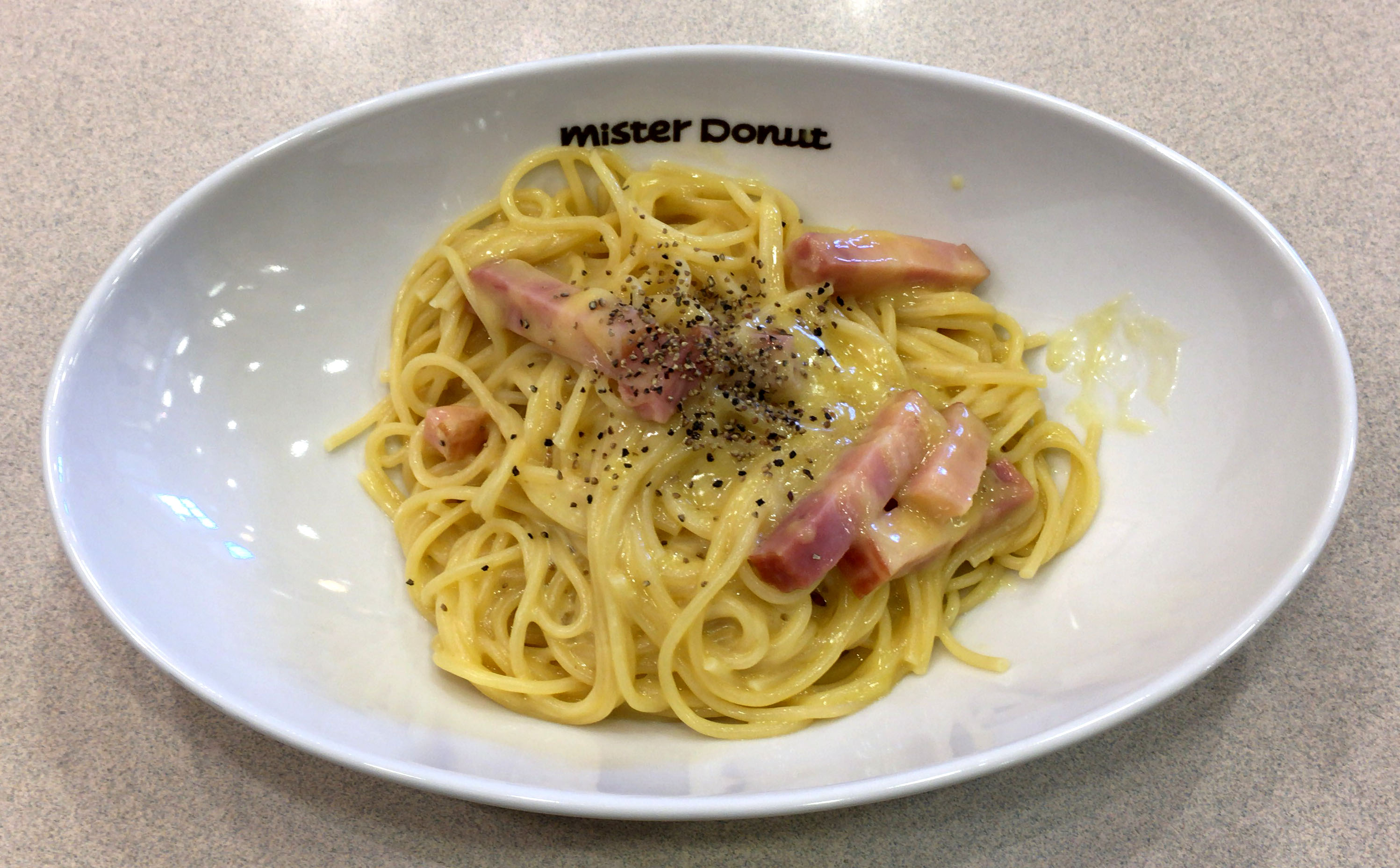
「ミスドゴハン」で追加されたパスタメニュー（カルボナーラ）

日本国内の店舗は、ドーナツを主力商品とするが、それ以外のさまざまな食品も扱うファストフード店として知られる。全店舗のうち直営店は少数で、大半の店舗がフランチャイズ店として運営される。
日本国内における運営会社は、大阪府吹田市豊津町に本社を置くダスキンであるが、ミスタードーナツ事業本部は隣の芳野町に所在する。
店舗名は「○○店」ではなく「所在地名（地名・施設名）+ショップ」となる。各店舗の店頭には、開店順に付けられた4桁のショップナンバー（店番）が表示されており、0001は大阪府箕面市に所在する箕面ショップである。開店当初の同ショップはダイエー箕面店の敷地内に店舗として所在していたが、同店の閉店による取り壊しを経て復活している（詳細は#沿革および箕面市#特記事項を参照）。そういった経緯を経ていない最古参は長らく0002のイオン京橋店（大阪市都島区）内の京橋ショップであったが、同店の再開発による閉鎖に伴い、2019年9月30日に閉店した。その後は0008の福島ショップ（大阪市福島区）が移転を経ていない最古の店舗となっており、2022年9月4日からのリニューアル工事を経て同年9月30日よりリニューアルオープンしている。
開業当初の1970年代から1980年代初頭にかけては、後年のスターバックスなどのシアトル系コーヒーショップを思わせるアメリカ文化や高級感を醸した店構えや広告宣伝戦略を採っていた。パッケージや景品のイラストには、当時人気の高かったイラストレーターのペーター佐藤や原田治を起用していた。
1980年代後半から2000年代初頭にかけては、好感度タレントで毎年上位に位置することの多いお笑いタレントの所ジョージのテレビCM起用、低価格メニューの拡充と宣伝での強調、未成年（特に女子）をターゲットにデザインした景品キャンペーンの打ち出しなど、徐々に大衆化路線に転じていく。特に、バブル崩壊以降は、外食産業において吉野家などとともに低価格路線を採った代表的なものの一つとなった。
1992年から、日本の店舗では独自メニューとして「ミスター飲茶」の提供を開始した。飲茶メニュー登場時のキャッチフレーズは「サンフランシスコのチャイナタウンの飲茶」で、「桑港のチャイナ街」をアレンジしたCMソングを店内で流していた。飲茶メニューは現在も定番商品となっており、肉まんなどの点心、麺類やチャーハンなどを提供している。飲茶メニューに加え、2017年からはパスタやホットドッグなどを加えた食事メニュー「ミスドゴハン」も提供しており、モーニングセットやランチセットも設定されている。
2003年にはポン・デ・ケージョにヒントを得た新商品「ポン・デ・リング」を発売し、ヒット商品となった。ポン・デ・リングなどの商品にキャラクター「ポン・デ・ライオンと仲間たち」が設定されている。2013年にはポン・デ・リングの誕生10周年を記念して限定商品も発売された。
2000年代には、後述の不祥事により社長引責退任などもあった。フランチャイズによる全国展開を行っているが、2020年5月現在、新規フランチャイジーは募集していない。
2018年3月、ミスタードーナツを中心とするダスキンのフード事業は2014年3月期から赤字が続いており、ドーナツのテイクアウト需要に偏っていることや、油で揚げたドーナツの需要自体が健康ブームの発生以降は低迷していることから、イートイン需要を増やすために「ミスドゴハン」シリーズを拡充するとともに、2023年3月期までにミスタードーナツの全店舗1100店超をデザインや色調を統一してリニューアルし、改装が難しい店舗は移転や閉店も検討すると発表した。
一部店舗ではドーナツビュッフェが提供されている。

### 沿革
- 1970年
  - 1月27日 - ダスキンがミスタードーナツを日本で展開することを決定。ダスキンではこの日を日本におけるミスタードーナツ「創業の日」としている[11][12]。
  - 5月14日 - ダスキン、ミスタードーナツ・オブ・アメリカ社とフランチャイズ契約調印[11]。
  - 10月 - 日本でのミスタードーナツ事業スタート。
- 1971年
  - 4月2日 - ミスタードーナツ1号店をダイエー箕面店（大阪府箕面市）の敷地内に「箕面パイロットショップ」としてオープン[11]。24時間営業[11]。ドーナツ1個40円、コーヒー1杯50円。
  - 10月 - ミスタードーナツトレーニングセンターが完成[11]。
  - 11月26日 - ミスタードーナツ2号店「京橋ショップ」を京橋ショッパーズプラザ（大阪市都島区。ダイエー京橋店、のちイオン京橋店）にオープン[11]。フランチャイズ1号店[11]。
  - 1971年度中に直営店を含めて東住吉ショップ（0003。大阪市平野区[注釈 1]。ダイヤモンドシティ東住吉ショッピングセンター）等の6店舗がオープン[11]。
- 1972年
  - 3月14日 - 奈良県に初進出、ならファミリーショップ（0004。奈良市）が開業。
  - 6月 - 東京進出[11]。
  - 東海地方1号店として豊橋駅前店がオープン（フランチャイズ店）[13]。
  - 和歌山1号店の和歌山北ショップ（長崎屋和歌山店）が店舗あたり売上世界一を記録[14]。
- 1973年
  - ロングセラー商品となる「フレンチクルーラー」を発売[14]。
  - 3月、広島1号店の広島サンモールショップ（47号店、同ビル核テナントのイズミによるフランチャイズ店[15]）がオープン、開店時に800人の行列をつくる[16]。
  - 北海道1号店の函館五稜郭ショップがオープン（74号店）[14]。
  - オイルショックに伴い、ドーナツを1個50円に値上げ。
- 1974年
  - 100号店となる八代ショップがオープン[14]。
- 1976年
  - 枚方ショップ（11号店）が大阪府から食品衛生優良施設として表彰を受ける[14]。
- 1978年
  - 200号店として赤羽ショップがオープン、200号店出店記念キャンペーンを開催[14]。
  - 釧路市北大通ショップが店舗あたり売上世界一を記録。以後全国で売上記録更新がなされる。
- 1979年
  - テーブル席を導入した「Gタイプ型店舗」として、豊橋東ショップがオープン（249号店）[14]。
- 1980年
  - 300号店として日野駅前に日野ショップ[17] がオープン[18]（2018年4月21日閉店[19]）。
  - 西鉄久留米ショップ（福岡県久留米市、西鉄久留米バスセンター内・60号店）[20] が店舗当たりの売上世界一で表彰される[21][22]。
- 1981年
  - 道頓堀ショップ（337号店）が繁華街型モデル店舗としてオープン[18]。
- 1982年
  - 400号店として渋谷公園通りショップがオープン[18]（2005年1月23日閉店）。
  - 「802型店舗」として、箕面牧落ショップ（419号店）、江ノ島ショップ（421号店）オープン[18]。
- 1983年 - 「80型店舗」として、新所沢パルコショップ（440号店）オープン[18]。
- 1984年 - オーブンで焼き上げるパイ・マフィン商品を発売[18]。
- 1985年 - つくば科学万博会場の臨時駅「万博中央駅」ホームに出店[18]。
- 1986年
  - 「21型店舗」として新宿ショップ（第488号）オープン[18]。
  - 沖縄1号店として、那覇国際通りショップ（491号店）オープン[18]。
  - ロードサイド型店舗として、鵜沼ショップ（498号店）オープン[18]。
- 1987年 - ドライブスルー対応店舗として、500号店となる小野原ショップを箕面市にオープン[18]。
- 1990年
  - 鶴見緑地で開催された国際花と緑の博覧会（花博）会場に出店[23]。
  - 700号店として、ファンタジー苫小牧ショップをオープン[23]。
- 1991年
  - 1号店の箕面ショップが開店20周年を迎え、記念式典を開催[23]。
  - 「カジュアル型店舗」として、F.I.T.長岡天神ショップ（627号店）をオープン[23]。
- 1992年
  - - 飲茶メニュー「ミスター飲茶」をスタート[23]。
  - 800号店として、八千代ショップをオープン[23]。
  - ひばりケ丘ショップ（286号店）を「セルフショーケース店舗」に改装[23]。
- 1994年 - 「50型店舗」として、西葛西駅前ショップ（886号店）、大宮17号バイパスショップ（887号店）をオープン[23]。
- 1995年
  - 1月17日 - 阪神・淡路大震災で兵庫県内の30店舗が被災[23]。
  - 900号店として、堺東ショップをオープン[23]。
- 1996年
  - 施設対応型店舗として、スペースワールドショップ（949号店）オープン[23]。
  - イメージソングに山下達郎の「DONUT SONG」を採用。
- 1997年
  - 1000号店として、大阪ドームシティショップをオープン[23]。
  - 1100号店として、フジグラン今治ショップをオープン[23]。
  - 「5050型インショップ」として、関大前ショップ（1122号店）オープン[23]。
  - 「5050型独立型店舗」として、市原辰己台ショップ（1143号店）オープン[23]。
  - 1200号店として、安曇野ショップをオープン[23]。
- 1998年 - 1300号店として、宿毛ショップをオープン[23]。
- 1999年 - 1400号店として、松江学園通りショップをオープン[23]。
- 2000年
  - 創業30周年を迎え、記念キャンペーンを開催[24]。
- 2001年
  - 1500号店として、枚方長尾ショップをオープン[24]。
  - 5月31日 - 1号店の箕面ショップが、ダイエー箕面店の閉店と跡地の再開発に伴い閉店。
  - 12月1日 - 「ミスター点心」1号店を大阪府堺市（2006年以降は西区）のダイエー鳳店内にオープン。
- 2002年 - 肉まんの違法食品添加物混入事件が起こる（#不祥事参照）[24]。品質保証部を発足させる[24]。
- 2003年
  - 「ミスター点心」事業を廃止。
  - 新メニュー「ポン・デ・リング」シリーズ販売開始[24]。
  - 1600号店として、伊東ショップをオープン[24]。
- 2004年
  - 4月2日 - 1号店の箕面ショップが、ダイエー箕面店跡地に建ったマンションの1Fにテナント入居の形で再オープン。
  - 横浜西口ショップ（312号店）を「ミスドキッチン」業態に店舗改装[24]。
- 2005年 - 創業35周年キャンペーンを開催[24]。
- 2006年
  - 9月1日 - 「ミスドクラブ」が東北6県で先行スタート。
  - 11月26日 - 「ミスドカードキャンペーン」が終了。
  - 12月1日 - 「ミスドクラブ」が全国スタート。
- 2007年
  - 4月20日 - andonand（アンドナンド）1号店として渋谷公園通り店をオープン[25]。渋谷公園通りに店舗が復活する。
- 2008年
  - 2月 - 材料である小麦などの高騰やトランス脂肪酸を減らした油の採用[24] などを理由に主力商品を値上げ[24]。
  - 2月 - モスフードサービスと資本業務提携を発表。7〜8月に「MOSDO!」第1弾としてホットチキンパイを発売[24]。
  - 全店で禁煙・分煙を導入[24]。
  - 11月1日 - リッチドーナツシリーズやパイ類を減量して値下げ。
- 2009年
  - 「MOSDO!」第2弾として「ドーナツバーガー」「ポテド」を発売[24]。
  - 11月16日 - 値下げ方針で姿を消していた「ゴールデンチョコレート」が115円で復活。
- 2010年
  - 1月27日 - 創業40周年を迎え、復刻メニューを発売[26]。
    - これを記念して、当日の購入者に限り2月28日まで好きなドーナツ1個とブレンドコーヒー1杯が創業当時価格の90円で購入できる割引券を配布した（ただし次回以降の使用で店内飲食に限る）。

  - 「MOSDO!」1号店として、イオンモール広島府中ソレイユショップをオープン[26]。
  - この年の夏は全国で記録的な猛暑となる（2010年の猛暑 (日本)を参照）。油で揚げるタイプのドーナツは夏場に売上が落ちる傾向があり、新シリーズの「焼きド」を投入したが目標の約半分の売り上げと不振であった[27]。
  - 公式Twitterアカウントを運用開始[26]。
- 2011年
  - 1月31日 - cafe andonand（カフェ アンドナンド）渋谷公園通り店が閉店[28]。
  - 4月2日 - 1号店の箕面ショップが開店40周年を迎える[26]。
  - 5月25日 - 夏場における売上不振対策で、新商品の油で揚げず野菜などを使用した焼きドーナツ「焼きド」を発売[27][29]。
  - 8月22日 - マレーシア進出。1号店としてクアラルンプールにジャスコ・バンダウタマショップをオープン[30]。
  - 10月31日 - 新シリーズ「焼きド」が東日本大震災の影響と、数十円高い価格設定や通常品との大きさの違いなどの要因から低迷・不振で、2011年4〜9月期の売上が目標に対し約半分の実績に留まる[27][31]。
  - MOSDO!京都河原町通りショップをオープン[26]。
  - 11月26日 - 2号店の京橋ショップが開店40周年を迎える[26]。
- 2012年
  - 1月1日 - キャッチコピーを「こころをまあるく。」（「こころ」はハートマーク、「まある」は円）に変更[26]。
  - 1月1日 - 16年間使われた山下達郎の「DONUT SONG」に代わるイメージソングとして、DREAMS COME TRUEの「愛がたどりつく場所」を使用開始[32]。
  - 5月14日 - 「米粉ドーナツ」を発売。
  - 6月11日 - 夏季限定の「ジンジャーリング」を発売。
  - 7月17日 - 山口智充プロデュースによる夏季限定の「二度うまカレーパン」を発売。
  - 8月22日 - 「フレンチクルーラー」を39年ぶりにリニューアル。生地に含まれる卵の量を12%増量し、バニラフレーバーの量を増量した。
  - MOSDO!恵比寿ショップをオープン[26]。
  - 「ポン・デ・ライオンパーク」東京ソラマチショップをオープン[26]。
- 2013年
  - 1月9日 - 「ポン・デ・リング」シリーズ誕生10周年記念第1弾「ポン・デ・リング生」を限定発売。
  - 1月16日 - 「プレミアムドーナツ」「五穀パン」を秋田県、および広島県にてそれぞれ限定発売。
  - 1月23日 - 「ポン・デ・リング」シリーズ誕生10周年記念第2弾「ポン・デ・ライオン」、「ミスド ハートフルドーナツ」をそれぞれ限定発売。なお「ポン・デ・ライオン」は東京ソラマチショップに限り通年販売。
  - 4月26日 - 既存商品に「“おいしさ”にこだわった」リニューアルを実施。フライオイル、グレーズ（砂糖蜜）、生地を改良[33]。
  - 4月26日 - ダスキン創業50周年を記念して、原田治がポン・デ・ライオンのイラストを描いた絵皿とドーナツをセットにした「原田治×ポン・デ・ライオン プレートセット」を1000円（税込）で発売[34]。
  - 9月30日 - ポイントサービスを終了[35]。
  - 12月26日 - 原材料価格高騰を理由に一部ドーナツと飲茶の価格を改定。一番人気のポン・デ・リングシリーズは価格を据え置く[36]。
- 2014年
  - 1月8日 - 「ポン・デ・リング」シリーズ誕生10周年記念第3弾として、初の温め専用ドーナツ「熱とろポン・デ・リング」を限定発売[37]。
  - 4月1日- ニューヨークを中心に人気のスイーツクロナッツをアレンジした「ミスタークロワッサンドーナツ」3種類を発売[38]。当初は限定販売の予定だったが、人気のため初期アイテム3種が通年販売に切り替えられ、季節ごとに限定アイテム3種を併売するようになった。
  - 5月28日 - モスバーガーとのコラボ企画「モスド」で、モスバーガーの主力商品ライスバーガーをアレンジした「ミスドのライスバーガー　坦々牛焼肉」「ミスドのライスバーガー　あん&カスタード」を発売。モスバーガーでは「フレンチクルーラー」をバンズに使った「モスのフレンチクルーラー　ぐるぐるチョリソ」・「モスのフレンチクルーラー　ベリーショコラ」を発売。
  - 10月1日 - 楽天スーパーポイント・Rポイントカードを導入[39]。
  - 10月～ - POS連動型電子マネーを全国導入、順次展開。楽天Edy及び交通系ICカードのみ対応。
- 2015年
  - 1月 - 創業45周年を迎え、記念キャンペーンを開催[26]。
  - 1月21日 - POS連動型電子マネー導入店舗において、WAON、nanaco、iDに対応。
  - 1月28日 - ミスタードーナツカードを導入。ミスタードーナツクラブを開始。
  - MOSDO!関西国際空港ショップをオープン[26]。
- 2016年
  - キャッチコピーを「いいことあるぞ Mister Donut」に変更[26]。
  - 新業態のテイクアウト専門店「Mister Donut to go」1号店として、相鉄ライフ三ツ境内に三ツ境ライフショップをオープン[26]。
  - 6月13日 - ストロベリーコーンズと業務提携。
  - 7月21日 - ストロベリーコーンズ社の展開する宅配ピザ店舗「ナポリの窯」の商品を、1号店の箕面ショップで試験販売開始[40][41]。
  - 9月28日 - 「ナポリの窯」のピザ取扱店を2020年度末までに200店舗に拡大予定と発表[41]。
  - 11月8日 - ドーナツ・パイの定番商品35点を10～30円値下げ[42]。
- 2017年 - パスタ・ホットドッグなどの食事メニュー「ミスドゴハン」サービス開始[26]。
- 2019年
  - 8月23日 - QRコード決済のau PAYを導入。
  - 11月11日 - dポイントを導入[43]。
- 2020年
  - 1月10日 - 「ポン・デ・リング」がリニューアル。（10円値上げ）
  - 1月27日 - 創業50周年を記念して、1号店の箕面ショップをリニューアルオープン[12]。創業時のメニューを再現したドーナツを箕面ショップ限定で販売[12]。
  - 3月6日 - 「フレンチクルーラー」がリニューアル。（10円値上げ）
  - 4月1日 - 地球環境保護対策の一環として、プラスチックストロー提供終了とレジ袋無料配布終了。
- 2021年
  - 3月12日 - イースト生地【「ハニーディップ」「チョコリング」「エンゼルクリーム」など】がリニューアル[44]。（10円値上げ）
  - 4月2日 - 1号店の箕面ショップが開店50周年を迎える。
- 2022年
  - 3月1日 - 原材料高騰を理由にドーナツ・パイ・マフィンの価格を改定[45]。（10〜50円値上げ）
  - 11月25日 -  原材料高騰を理由に一部のドーナツ・パイ・マフィンの価格を改定[46]。（10〜30円値上げ）
- 2023年
  - 4月5日 - 定番の飲茶メニュー（「汁そば」「四川担々麺」「チャーハン」）をリニューアル[47]。
  - 6月14日 - 「ポン・デ・リング」20周年を記念した商品「白いポン・デ・リング」を期間限定で発売[48]。
- 2024年
  - 1月31日 - ミスタードーナツアプリがリニューアル。来店スタンプをためることでクーポンがもらえる他、バースデークーポンなどの特典が受け取れるようになる。また、新商品のお知らせやお近くのショップ検索機能、ミスドネットオーダーをより便利に利用できる機能が追加された[49]。
  - 7月3日 - 人気ドーナツ生地の「ポン・デ・リングシリーズ」「オールドファッションシリーズ」「フレンチクルーラーシリーズ」「イーストリングシリーズ」「チョコレートシリーズ」「ハニーチュロ」と、ドーナツに使用する「ホイップクリーム」「カスタードクリーム」をリニューアル[50]。（10円値上げ）
- 2025年
  - 3月12日 - キャッチコピーを「いつもあるのに、いつもあたらしい。Mister Donut」に変更[51]。
  - 3月26日 - 原材料高騰を理由にドーナツ・パイ・マフィンなどの価格を改定[52]。（10〜30円値上げ）

### 店舗・業態

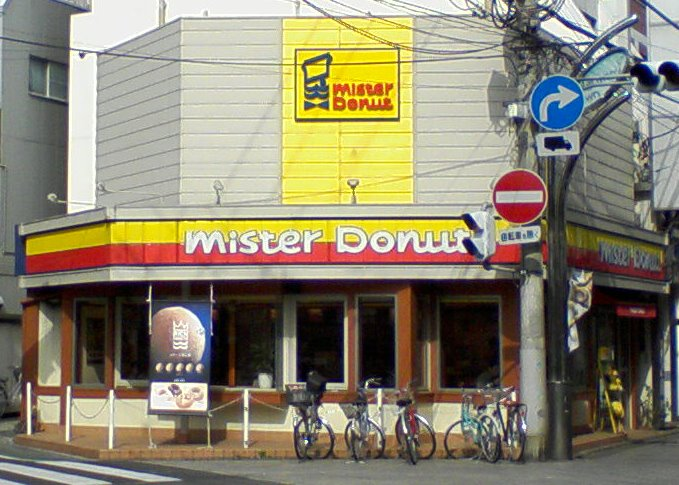
旧看板（仙川ショップ）
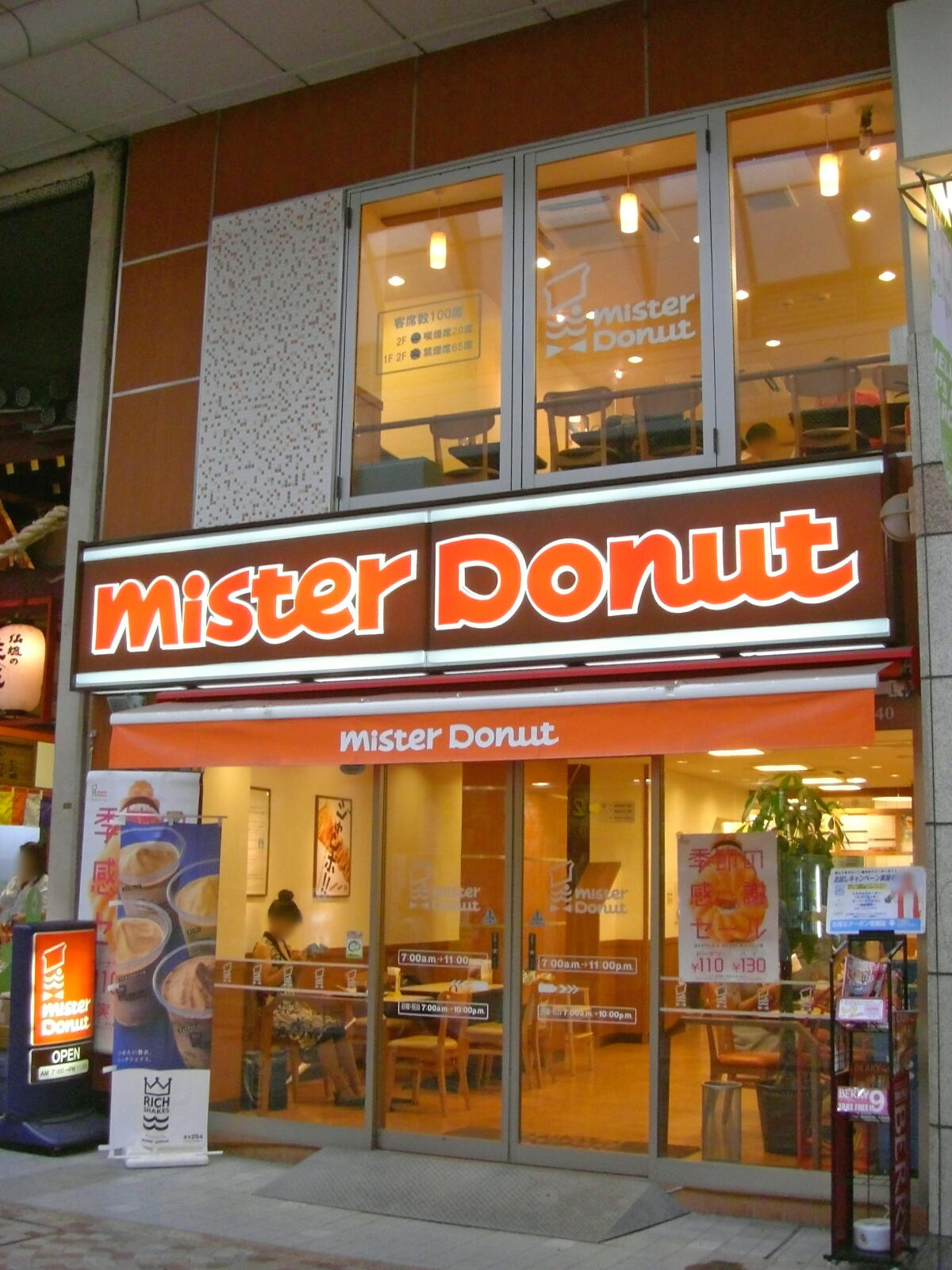
新看板（仙台中央通りショップ）
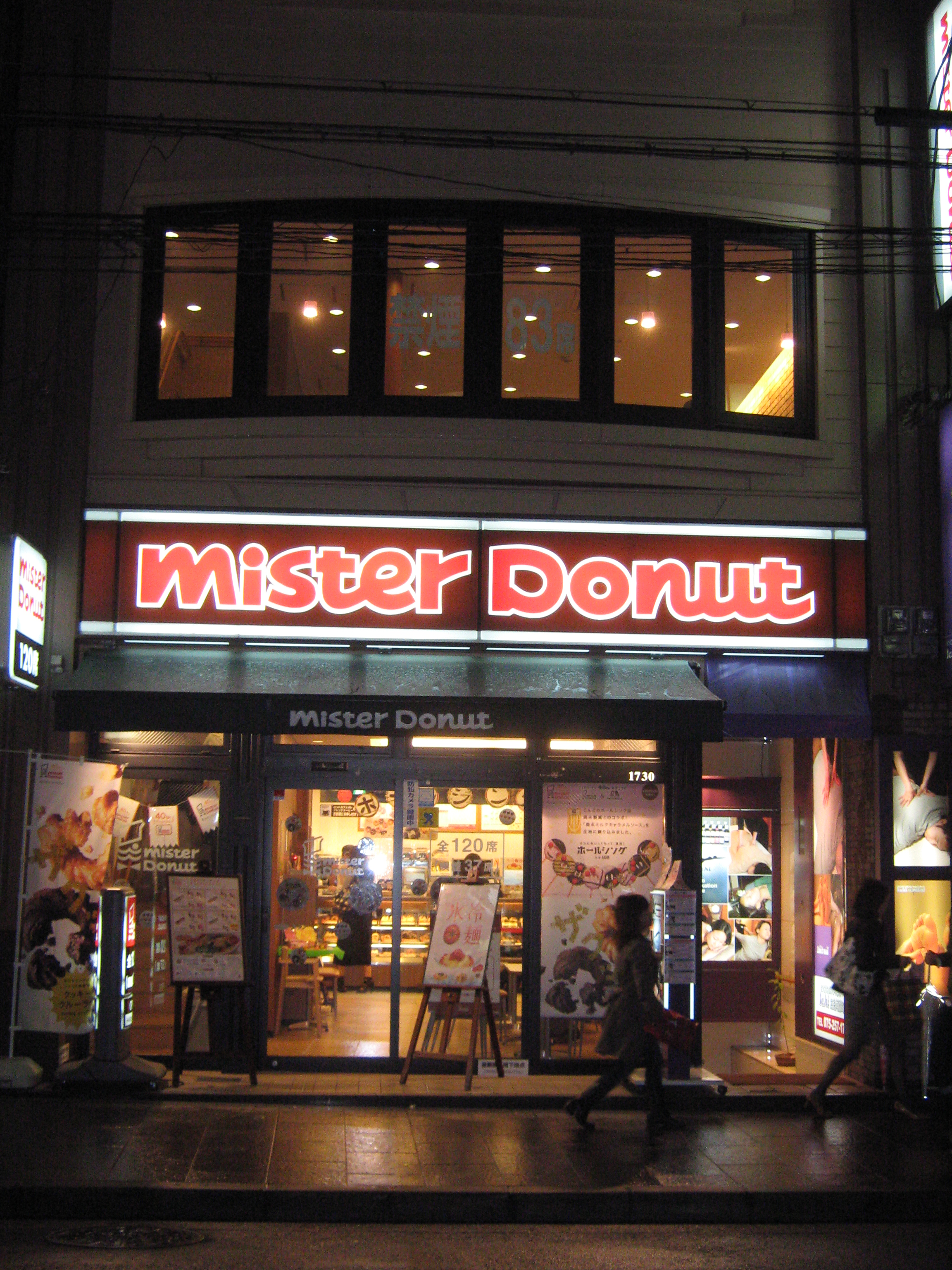
夜の店舗（河原町三条ショップ）
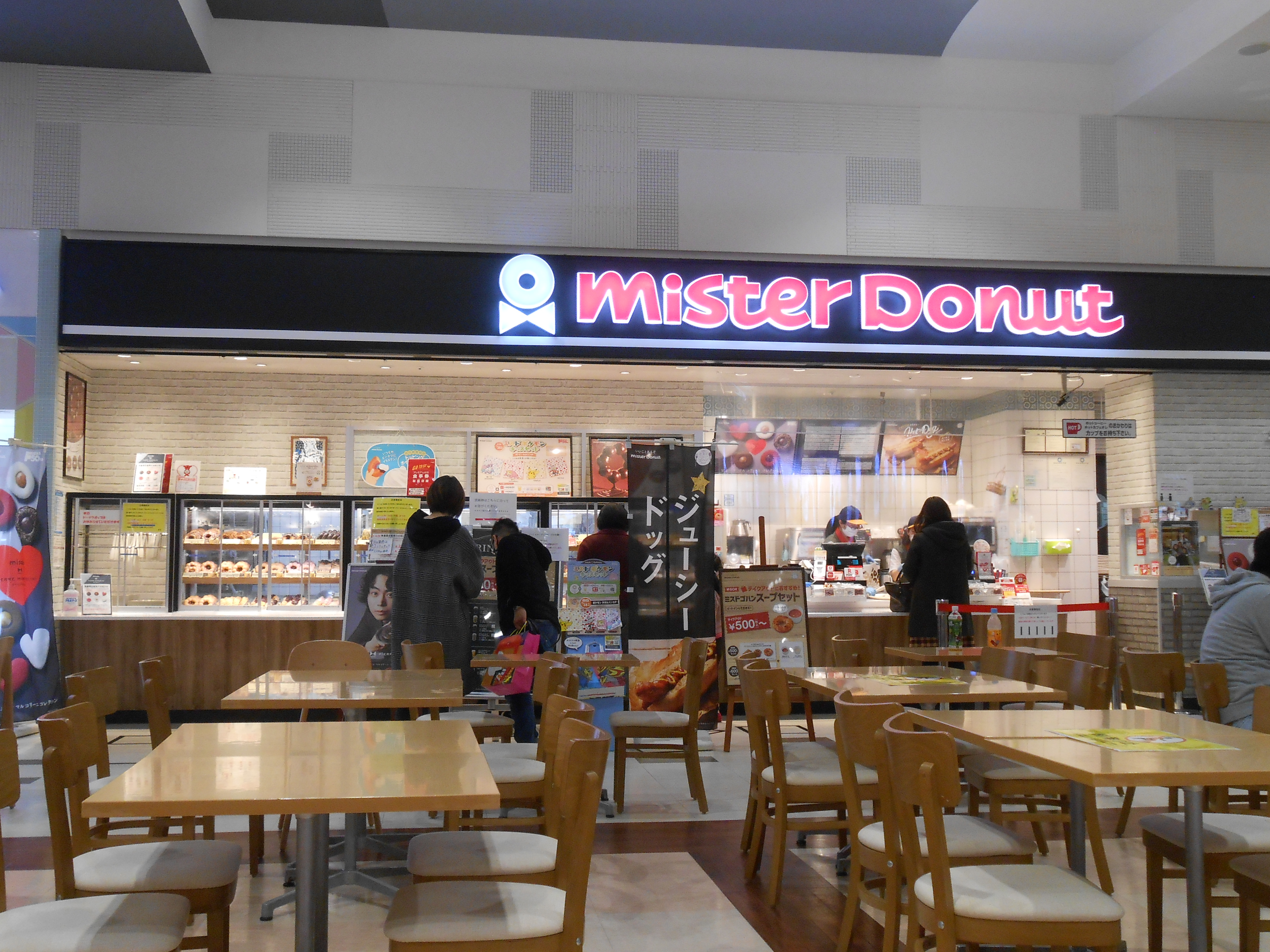
ショッピングセンターのフードコート出店の例（ユニモちはら台ショップ、千葉県市原市）
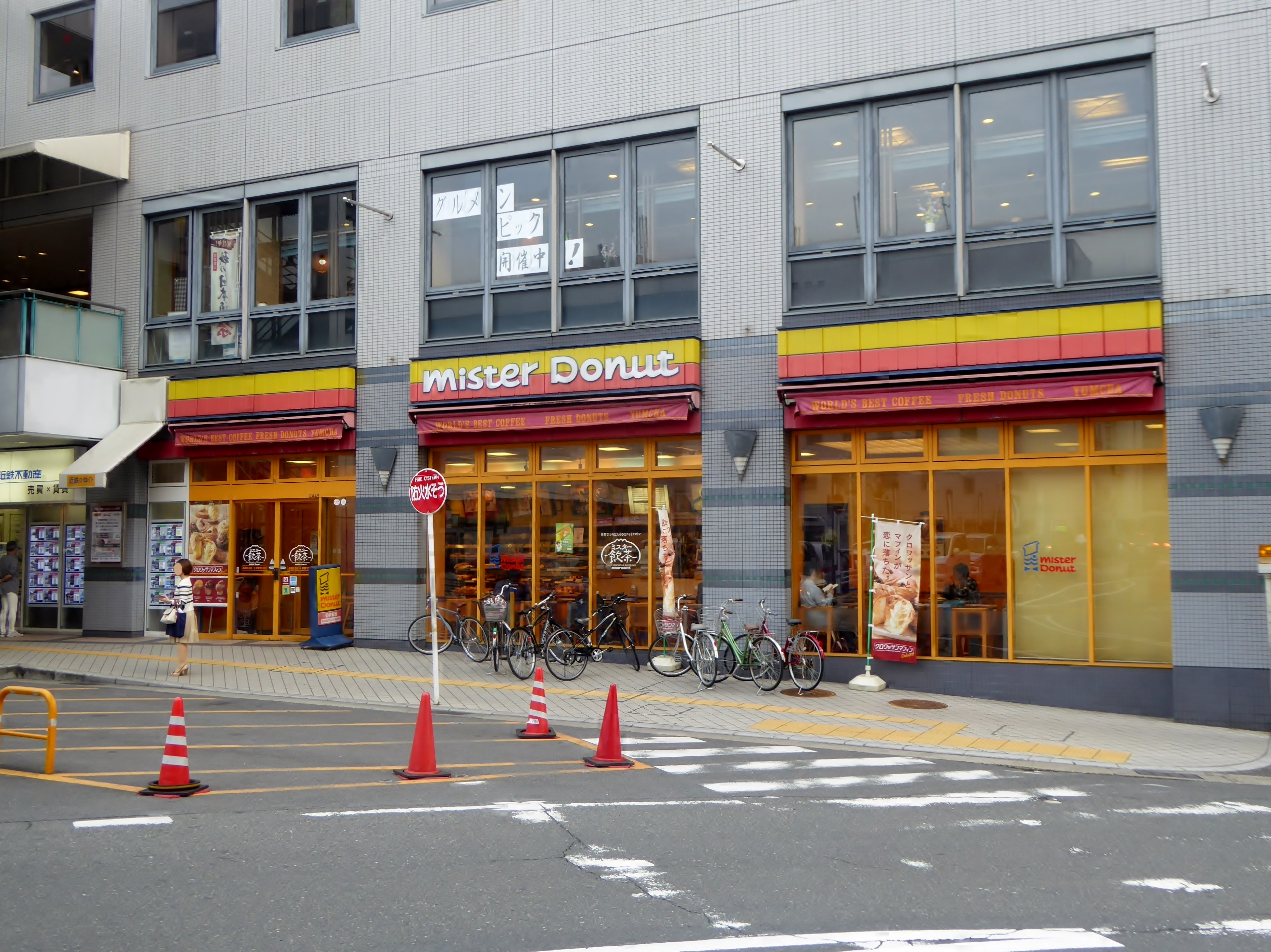
改装前の店舗（学園前ショップ、2016年撮影）
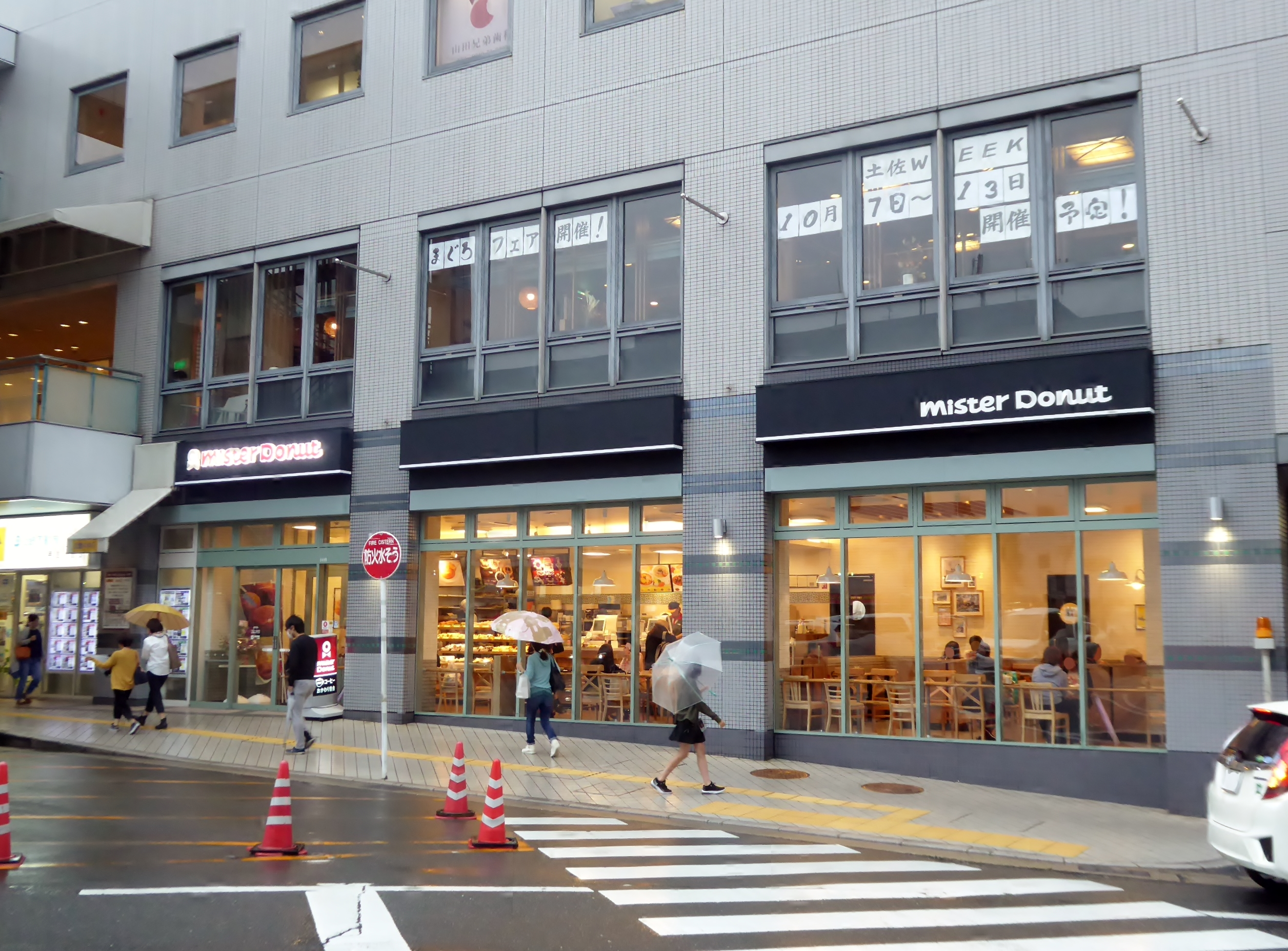
改装後の店舗（学園前ショップ、2018年撮影）
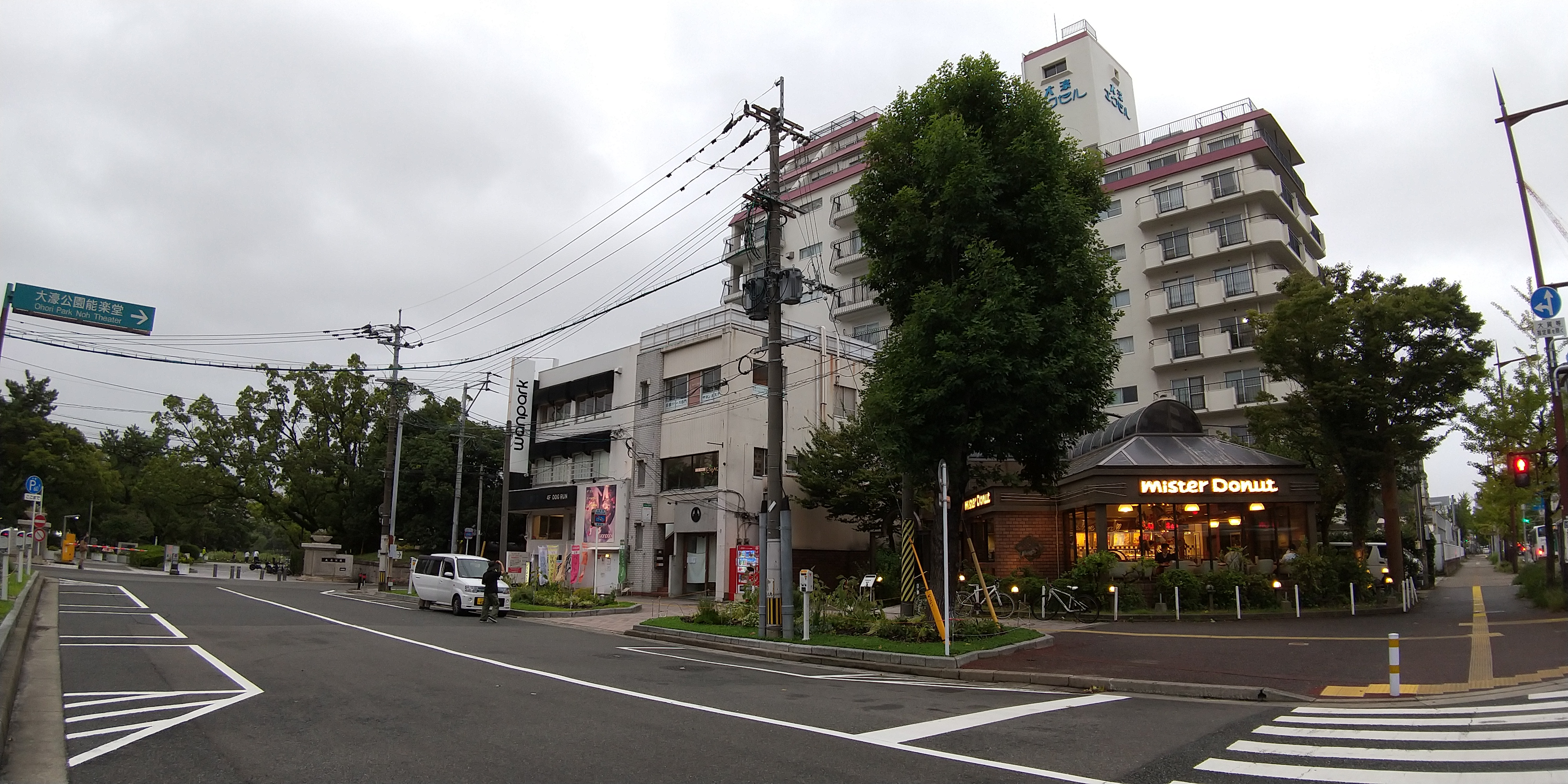
大濠ショップ（福岡市・西鉄ストア運営）[注釈 2]

店舗デザインは全店統一ではなく数種類の系統がある。ダスキンでは「〇〇型店舗」と呼称している。前述のとおり、2018年より既存店舗の改装が進められている。
- 2024年9月現在の日本最北端店舗：稚内ショップ（北海道稚内市）
- 2024年9月現在の日本最東端店舗：中標津TOBUショップ（北海道標津郡中標津町）
- 2024年9月現在の日本最南端かつ最西端店舗：石垣ショップ（沖縄県石垣市）

1990年頃の店舗デザインタイプの例
1990年当時は、主に郊外がロードサイド単独建物、都心部はビル内テナントで、フードコートタイプはほとんどなかったが、上野丸井ショップのようなショッピングビルテナント形態は存在した。
- Gタイプ型店舗 - 1979年から展開[14]。オレンジレザーシートを基調としたオールドアメリカンスタイル。豊橋東ショップ（愛知県）[14]、将監ショップ（宮城県）、大曽根ショップ（愛知県）など。
- 802型店舗 - 1982年から展開。箕面牧落ショップ（大阪府）、江ノ島ショップ（神奈川県）など。
- 80型店舗 - 1983年から展開。1990年時点では標準の店舗デザインだった、シックなダークブラウン系の木製チェア・テーブル主体のインテリア。ショップサインは現在も見られるイエローとオレンジを地にした白か黄色の文字が多い。新所沢パルコショップ（埼玉県）、青物横丁ショップ（東京都）など
- 21型店舗 - 1986年から「ミスタードーナツ21世紀計画」により展開。カルーセルを配置したきらびやかなインテリア。ショップサインはネオンを多用したものが多い。新宿ショップ（東京都）、洗足ショップ（東京都）など。ピーク時には30店舗ほどあったが、その後は今福鶴見ショップ（大阪府）を含めて2店舗まで減った。
- カジュアル型店舗 - 1991年から展開。ライトブラウン・イエローを基調としたデザインで、鉢巻状のショップサインは黄色地に赤文字でmister donutと書かれていることが多い。F.I.T.長岡天神ショップ（京都府）、柴田ショップ（愛知県）[53] など。
- サテライトショップ - ミスタードーナツではショップで手作りが基本だが、キッチンがなく別店舗で作った商品を移送する売店形態の店舗。1990年頃には愛知県岡崎市をはじめ4か所あった。

過去に出店していた業態
- cafe andonand（カフェ アンドナンド）

ミスタードーナツ事業本部直営の都心型店舗。ミスドとは種類の異なる高級志向のドーナツを販売するドーナツカフェで「大人のミスド」がコンセプト。2007年4月20日に1号店として渋谷公園通り店 をオープン。当初の店名は「andonand」だったが、カフェをアピールするため「cafe andonand」に店名変更した。東京、横浜、札幌、難波などに7店舗を展開していたが、2011年1月31日に旗艦店の渋谷公園通り店が閉店。同年4月にペディ汐留店が閉店し、同年12月28日には全店が閉店した。
- 和っ花（わっか）

和菓子のテイストを採り入れた和風蒸しドーナツ店。2011年2月17日、1号店として心斎橋筋商店街に心斎橋筋店（イートイン、テイクアウト） をオープン。2012年3月2日にJR大阪駅店（テイクアウト専門） をオープンし2店舗を展開していたが、心斎橋店は2012年5月31日閉店。JR大阪駅店もその後ほどなく閉店している。

## 商品

### メニュー
ドーナツ類は店内で手作りされている。
これとは別に、2013年ごろから、期間限定商品の原材料を使い切る目的で、「ファンシードーナツ」という商品も不定期で発売している。
たとえば、2023年3月にこのカテゴリから登場した「塩キャラメルフレンチ」は、期間限定ドーナツ向けだった塩キャラメルクリームをフレンチクルーラーの生地にトッピングしたものである。また2023年3月から4月にかけて展開された「misdo meets 祇園辻利」シリーズ関連では、チョコドーナツに抹茶チョコレートをかけた「宇治抹茶チョコレート」など、複数のファンシードーナツが発売されたる。
一方、「ポン・デ・ゴールデン＆ストロベリー」のように、定番商品の原材料を使い切る目的で発売された例もある。

### 福袋
正月には福袋と福箱を販売している。福袋及び福箱には、値段相応の引換カードが入っているほか、その年のカレンダーや景品が入っている。中身は価格帯が同じものであるが、店舗によって異なる場合もある。また引換券と福袋用に作成されたオリジナルグッズや他業種とのコラボレーショングッズが入った福袋が発売される年もあり、この場合は価格や中身は全店共通のものとなる。店舗によってはキッズ用の500円の福袋もある（2009年は600円にて販売）。
この福袋は年末販売用と年始からの本来の販売用の2枠あって、店によってそれぞれ定数がある。このために年末に買えなかったとしても、年が明けると買える可能性がある。またこの販売方法のため、年始を過ぎても定数分が売れずに1月中は残っている場合もある。
2014年発売分までのドーナツ引換券は1枚ずつ切り離すタイプのもので、購入した店のみ有効であったが、2015年販売分からのドーナツ引換券は紙カード式となり、全国のショップ（出張販売時など一部除く）で利用可能となった。カード式への変更によってカードに記載のバーコード読み取りで個数を管理しており、使用時に残個数がわかるようになっている。有効期限は従来の3月末までと変わっていない。
2020年よりドーナツ引換カードの有効期限が5月末に変更された。

### ポイントカード類

#### ラッキーカード
1985年から2006年、および2014年以降、不定期で配布されている。
かつてはスクラッチ式のポイントカード「ラッキーカード」で点数を集めてグッズと交換するというシステムであったが、後にカードを10枚集めて商品と交換するシステムに変更された。カードをもらえる条件は300円、400円で1枚など、イベントによって条件が異なった。その上、スクラッチ式の末期まではその購入した店でしかポイントは有効にならず、ラッキーカードにショップ名やショップナンバーが印刷され区別されていたが、末期になると一部の県を除いてほぼ全国共通でポイント利用できるようになった。この時期のグッズには原田治のイラストが描かれたものが多い。
ポイントカード導入に伴い「ラッキーカード」は廃止されたが、2010年の開業40周年には記念としてスクラッチカードが「復活!!ラッキーカード2010」として復活した。内容は2箇所の削ったところに書いてある点数（3・5・40・150ポイント）をミスドクラブカードにポイントを付与するというもので、600円購入毎に1枚もらえる。これは100円セールをしない時期に何回かに分けて行われた。また2012年にはスクラッチ式で点数を集めてグッズがもらえるキャンペーンが実施された。
ポイントカード廃止後、2014年から配布が再開した。再開直後の1月と3月には「揃えてスクラッチ」として、600円で1枚カードが貰えて、6箇所のマスクの中から3箇所を削り、絵柄が揃うか揃わなかったカードを規定枚数集めると、グッズやドーナツと交換できるシステムとなった。この際のカードは発行店のみ有効であった。同年5月以降のキャンペーンでは300円で1枚貰えるカードを規定枚数集めるものに変更され、ポイントカードサービス開始前と同様となった。なおこの際のカードは発行店のみ有効であったが、7月キャンペーンより全店共通となった。

#### ポイントカード
2006年9月1日に東北6県、12月1日から全国でスタートし、2013年9月30日に終了したサービス。
100円で3ポイント加算されるポイントカード「ミスドクラブカード」を発行している。ポイントカードの有効期限は初回利用日から1年間で、その1年の間に購入しても期限は延長されない。基本はドーナツが描かれているカードを発行しているが、キャンペーンなどの期間限定で異なる柄のカードも枚数限定で発行している（発行は新規のみで、既にあるカードから引継ぎ使用はできない）。ポイントカードは全国共通で使用できる。有効期限が過ぎるとポイントはすべて無効となり、次回来店時に新たに20ポイントが加算され、ポイントカードはその日から1年間有効となる。有効期限内にグッズ交換できる50ポイント以上貯められる見込みがなく、商品を購入してもポイントが消滅しそうなときは、有効期限の到来前に残りポイントをゼロにクリアした上で、更新20ポイントと当日購入商品分のポイントを加算してもらうこともできる。この場合は新たな有効期限はその日から1年となる。
ポイントを貯めることによって、ドーナツ（50ポイント、対象外商品あり)やドリンク(100ポイント、対象外商品あり)、プレミアムグッズ（50ポイントから各種）と交換できる。当初はグッズ交換か値引き（100ポイントで100円引き)だったが、値引きはドーナツ・ドリンクとの交換サービス開始に伴って廃止された。間違えてポイントカードを2枚以上作ってしまった場合でも、ポイントを1枚のポイントカードにまとめることはできない。ポイントカードを忘れた場合は「ポイントカード忘れレシート」が発行される。これを発行後90日以内にレシート発行店に持参すればポイントを加算できる（レシート発行店以外の店舗では加算できない）。
サービス終了後はポイントカードの有効期限最終日まで、それまで貯めたポイントの清算のみに使用できた。なお50ポイント未満である場合は1ポイントにつき1円で商品購入の割引、または日本赤十字社、ダスキン愛の輪基金への募金に利用することができる。
終了後に一部店舗では新たにスタンプカードを発行している。これは300円でスタンプを1つ押されて、6つでドーナツ、12個でドリンクと交換できるもので、発行店のみ有効のものと県単位で共通に利用できるもので、有効期限が固定されていた。
2014年10月1日より楽天のRポイントカード（2015年11月以降は「楽天ポイントカード」）を導入し、2019年11月11日よりdポイントを追加で導入した。楽天ポイントカードに関しては独自デザインのカードが配布されている。

### 現金以外の支払方法
支払いには現金の他に、「ミスタードーナツ商品券」（1枚500円。額面金額以下の決済の場合はお釣りが出る）、プリペイドカード「ミスタードーナツカード」が使用可能。
また多くの店舗で2015年春頃までにPOSレジ連動のカードリーダーの導入を完了しており、それらの店舗では楽天Edy・交通系電子マネー・WAON・iD・nanacoが利用できる。連動カードリーダーが設置されていても、イトーヨーカドーやアリオ内の店舗はWAONだけは使えない、イオングループの店舗内ではnanacoだけは使えないなど例外もある（店舗によってイオンの端末、連動カードリーダー、両方設置して種類毎に使い分けなど運用が異なる）。
POSレジ連動カードリーダー未設置店舗でも、駅施設内やショッピングセンター内などの店舗では施設内店舗共通で使える電子マネーなどが使用可能な場合がある。一例として、駅ナカ店舗では交通系電子マネー、イオンモール内店舗ではWAON・交通系電子マネー・iD・QUICPayが使える。商業施設内の店舗では、その核店舗となるスーパーの商品券（イオンモールでイオン商品券やダイエー商品券など）が使えることもある。
nanacoポイントは、現在はミスタードーナツの対応店舗は200円（税込）ごとに1ポイントに統一されている。イトーヨーカドーやアリオの店舗内では連動カードリーダー導入後もそれまでと同じ100円（税込）ごと毎に1ポイントとなっていたが、2019年7月よりイトーヨーカ堂側のサービス見直しに伴い、他のテナントと同様に200円（税込）ごとに1ポイントに変更された。
WAONは、店舗によりWAONポイント/WAON POINTのいずれが加算されるか異なり、連動端末の場合はWAONポイント（常時平常倍率）が加算され、非連動端末の場合はSCごとに変倍企画の実施日やWAONポイント/WAONPOINTのどちらが加算されるかが異なる。その点についてはコメダ珈琲店やココ壱番屋、ライトオンなども同様の扱いである。ポイント変倍特典はイオン専門店用の非連動カードリーダーを導入している店舗のみ適用される。ただし非連動でもPM物件などでSC全体が変倍特典に参加していない場合は適用されない。
鉄道会社のポイントサービス（Suicaポイント、J-WESTポイント、μstarポイント、SUGOCAポイント、nimocaポイントなど）はおおむね非対応であるが、駅ビルなどでは対象の場合もある。
QUICPayは一部の店舗でしか対応していない。ただしSC内の店舗だけでなく、愛知県名古屋市の黒川ショップなど単独店でも導入している店舗も多く存在する。
クレジットカードは一部店舗（SC内店舗が中心）のみの対応である。電子マネーのチャージは全店舗で非対応である。

#### プリペイドカード
2015年1月より、ミスタードーナツ全店で使える繰り返しチャージ可能なプリペイドカード「ミスタードーナツカード」を発行している。
現金で500円単位で20000円までチャージ可能で、残高の上限は30000円。プラスチックカードにはギフト用の封筒も用意されており、贈答品としての利用も想定されている。プラスチックカードの他に、スマートフォンアプリ版（Android・iOS）が用意されている。
毎月10日・20日・30日には3000円以上のチャージで2％のボーナスが付与される他、半年間でのカード利用額が一定に達すると、220円未満のドーナツ・パイ1つと交換できる「VIPチケット」がレジから発行される。　　2024年1月15日に終了した。

### アプリ
利便性の向上や、ミスタードーナツをより楽しめるサービス提供を目的に、スマートフォン向けミスタードーナツ公式アプリを2024年1月31日にリニューアルした。
これまでのミスタードーナツアプリは、現金をチャージして繰り返し使えるミスタードーナツ専用のプリペイド式カード「ミスタードーナツカード」を利用するためのアプリとして提供をしていたが、今回のリニューアルで、来店毎にスタンプを貯められる機能や、来店回数に応じた会員ランク制度を2024年2月7日より新たに導入した。
来店スタンプを3つ集めるとドーナツ1個引き換えクーポンがもらえる。また、新商品のお知らせや近くのショップ検索機能、ミスドネットオーダーをより便利に利用できる機能が追加された。

## CM

### テレビCM
広告・広報については現在、東京キー局・大阪準キー局を中心にスポットなどでテレビCMを流している。
以前はラジオでも、文化放送でスポンサーとなる番組を放送していた（ダスキンのCMに出演していたさだまさし関連の番組提供や土居まさる→中田秀作のラジオディズ、加山雄三パーソナリティーのラジオ番組など）。

#### CMの歴史
- 1984年 イメージキャラクターに明石家さんまと片桐はいりを起用。さんまは直ぐに降板。
- 1986年 イメージキャラクターに所ジョージを起用。片桐・所の起用後、ダウンタウンも起用され4人となったが、最終的には所のみが2001年まで務め、15年間で150本以上に店長役として出演した。その後2010年に復帰。同社とタレントの最長の契約期間である。
- 1994年 イメージキャラクターに高橋由美子を起用。「ミスターシェイク由美子スペシャル」編など。また、「ミスター飲茶」のCMに、インディカードライバーのヒロ松下を起用。
- 1996年 山下達郎のイメージソング「DONUT SONG」採用。
- 1996年6月 イメージキャラクターにMAXを起用。「MAXBAGプレゼントキャンペーン」編。
- 1998年4月1日 イメージキャラクターが吉川ひなのから鈴木紗理奈に交替。
- 2000年 イメージキャラクターに藤井隆を起用。
- 2002年 イメージキャラクターに浜崎あゆみを起用。しかし、下記の不祥事により降板する。
- 2003年 TUBEのCMソング「Summer Breeze」採用。
- 2004年1月 オリジナルキャラクターのポン・デ・ライオンがテレビCMに初登場[67]。
- 2004年4月 イメージキャラクター相武紗季を起用。CMにはタカアンドトシも共に出演。
- 2004年6月 レアル・マドリードとスポンサー契約を結ぶ。
- 2005年9月 玉木宏がイメージキャラクターに加わる。
- 2006年4月以降の新シリーズのCMから、タカアンドトシに代わり玉木宏が起用され、継続の相武紗季と共演。キャッチコピーが「いいことあるぞ〜ミスタードーナツ」から「持っていこ。持って帰ろ。ミスタードーナツ」に変更。
- 2006年6月 レアル・マドリードC.F.リカちゃん第2弾CMにラモス瑠偉が出演。
- 2007年4月 キャッチコピーに「いいことあるぞ〜」が復活、「持っていこ、持って帰ろ～」と併用（CMは「持っていこ、持って帰ろ～」）。
- 2007年7月 CMキャラクターに村上ショージが加わる。相武紗季と玉木宏は継続、以後は「相武+玉木」「相武+村上」の2パターンのCMが放送される。またダチョウ倶楽部を起用し、相武と共演することもあり、「リッチドーナツ」の登場時のCMで「聞いてないよ」と検索を勧めるCMを放映した。
- 2008年4月 チョコドーナツのリニューアルを機に、玉木宏とお笑いタレントのヒロシが異色共演。CMタイトルは「宏とヒロシ」。
- 2008年6月4日 - 6月8日 ポン・デ・リングが総売上10億個を突破したため、ポン・デ・リング全種類を100円均一にする。CMキャラクターにジャリズムの世界のナベアツを起用し相武と共演。ナベアツの持ちネタを、前述の期間にちなんで「4〜8までアホになる」というギャグを、そしてさらに「25〜29までアホになる」というギャグを披露した。また7月は「9〜13までアホになる」というギャグを披露した。
- 2009年5月 モスバーガーとの共同事業「MOSDO！」にて「ドーナツバーガー」を発売する。CMには元モーニング娘。の矢口真里と辻希美が出演。
- 2009年9月 新商品「ショコラフレンチ」「フロッキーシュー」のTVCMにHappinessが出演[68]。
- 2010年1月 ドーナツ100円・パイ120円セールを実施[69]。ミスタードーナツとCMタイアップしているという設定のミュージシャンのネタを持つエハラマサヒロが、セール用CMソングを担当。本人も一瞬だけ出演している。また、ネタ中にある「いいことあるぞ〜ミスタードーナツ」のキャッチコピーも復活を果たしている。
- 2010年3月 「カラフルドーナツ」と「シェイキーポップ」を発売。CMには堀澤かずみらが出演し、CMソングは拝郷メイコが担当した。
- 2010年4月 40周年を記念してイメージキャラクターに所ジョージが復帰、仲里依紗が共演した[70]。玉木・相武も別CMで継続出演。キャッチコピーは引き続き「もっといいこと。ミスタードーナツ」。4月は「所店長登場」編、「ほめる」編、「売り方」編を放送。また、1980年代から1990年代にかけてグッズに描かれていた原田治のイラスト入りの皿も復活（40th アニバーサリープレート、限定110万枚）した旨の告知も同CM内で行った。8月には新CM「仕分け」篇、「覚えてなければ」篇、「ムード歌謡」篇が順次オンエアされることが発表された[71]。
- 2011年春 所店長がCM内で「普通のおじさんになります」と店長引退を発表。
- 2011年5月 佐藤隆太が新イメージキャラクター（新メニュー「焼きド」の専門店を立ち上げる店長役）になることを発表。共演者は剛力彩芽（佐藤の妹役）。玉木・仲が別CMで継続出演。
- 2011年9月 宮迫博之（雨上がり決死隊）がイメージキャラクターに加わる。
- 2012年1月 - キャッチコピーが『こころをまあるく。』（「こころ」はハートマーク、「まある」は円）となる。また、イメージソングをDREAMS COME TRUEの『愛がたどりつく場所』に変更。
- 2012年6月 夏季限定の「ジンジャーリング」を発売。CMにはスマイレージ（のちのアンジュルム）が出演。CMソングとして『恋のダイヤル6700』の替え歌が使用される[72]。
- 2012年7月 山口智充プロデュースによる夏季限定の「二度うまカレーパン」を発売、CMには山口、田崎アヤカが出演[73]。
- 2013年1月 「ポン・デ・リング」シリーズ誕生10周年記念CMにマツコ・デラックス、および野口五郎、木下優樹菜、ダンディ坂野が出演[74]。推しドには島崎遥香（AKB48）が出演。またマツコはその後他商品のCMにも出演。100円セールCMは納富有沙とマツコ。
- 2013年4月 ゴールデンボンバーをハローキティドーナツのCMに起用[75]。
- 2014年5月 嵐の相葉雅紀をドーナツのCMに起用。
- 2016年2月 「のびのびポン・デ・リング」を発売、CMには荒川静香が出演[76]。
- 2016年4月 「クロワッサンマフィン」のCMに波瑠と草刈正雄が出演[77]。
- 2016年11月 『いいことあるぞ、ミスタードーナツ』のキャッチコピーが復活。土岐麻子がサウンドロゴを担当。
- 2020年3月 春季限定品「桜が咲くドドーナツ」シリーズのCMに元モーニング娘。の道重さゆみを起用。
- 2020年9月 ミスタードーナツ50周年を記念し、CMに菅田将暉（1号店がある箕面市出身）を起用。
- 2023年1月 「ポン・デ・リング」20周年、「飲茶」30周年、「フレンチクルーラー」50周年を記念し、山下達郎の「ドーナツ・ソング」を新たに、菅田将暉がカバーした特別バージョン「ドーナツ・ソング covered by 菅田将暉」を公開。
- 2025年3月 ミスタードーナツ 創業55周年を記念し、今田美桜を起用。

### ポン・デ・ライオン
ポン・デ・ライオンとは、ミスタードーナツのマスコットキャラクターである。2003年に発売されたポン・デ・リングをモチーフにしたキャラクターで、2004年1月に放送されたテレビCMでデビューした。

#### 経緯
オリジナルキャラクターを作ろうという動きはポン・デ・リング誕生以前からあったものの、なかなか具体案が出なかった。そのさなかにポン・デ・リングが発売され、同製品をモチーフにした「ポン・デ・ライオン」を考案したところ即決で採用された。
ミスタードーナツ初のオリジナルキャラクターで、登場した直後から好評で、すぐにグッズ展開をした。
このキャラクターはテレビCMがきっかけで人気を博した。2004年から伊藤有壱が手がけたテレビCMが放送された。伊藤有壱によれば、ポン・デ・ライオンのデザイン原案はミスタードーナツCMチームの広告代理店のプランナーが作成したもので、伊藤はアニメーション化する際に「造形、立体のデザインとアニメーションディレクション」を担当したという。
ポン・デ・ライオンのデザイン原案は、当時、広告代理店の電通でアートディレクターをしていた堀内弘誓（ホリデー）である。
キャラクター設定は、ライオンのたてがみ部分がポン・デ・リングとなっており、お腹が空いたときはたてがみを外して食べて元気になり、食べ終わるとしっぽからまた新しいたてがみが出来上がるというものである。
2006年、ミスタードーナツにポイントカード「ミスドクラブ」が導入されたさいには、交換商品として「ポン・デ・ライオン」のぬいぐるみが人気となった。
2012年5月には東京スカイツリータウン内の東京ソラマチ1階に「ポン・デ・ライオン・パーク」がオープンし、限定の「ポン・デ・ライオンドーナツ」が販売された。10月からは「フレンチウーラードーナツ」も発売された。「ポン・デ・ライオン・パーク」は2017年6月に閉店した。
2014年夏、大阪のイトーヨーカドーあべの店と、JR京都駅ビルに、ミスタードーナツと同じダスキングループが運営するアイスクリームパーラー「ICE DE LION」がオープンした。店名と同じアイス・デ・ライオンというキャラクターもあり、ポン・デ・ライオンとは友達という設定である。「ICE DE LION」は2020年2月25日に最後の1店舗だったニトリモール枚方店が閉店した。
2014年7月からカルピスとのコラボキャンペーン「ポン・デ・ライオン変わるんグラス＆マドラー2014キャンペーン」を実施した。
2017年2月よりサンリオのハローキティ、ポムポムプリンとのコラボレーショングッズを販売した。10月、バンプレストよりぬいぐるみなどのアミューズメント専用景品が登場した。12月には漫画家・イラストレーターのカナヘイの「ピスケ＆うさぎ」とコラボレーションした福袋が発売された。
2018年にはバンダイからガチャ用スイング、タカラトミーアーツからガチャ用フィギュアの発売が発表された。
2022年には講談社から絵本『ミスタードーナツえほん ポン・デ・ライオンと いない いない ポン！』（講談社、2022年3月30日、ISBN 978-4-06-526949-7）が発売された。

#### ポン・デ・ライオンと仲間たち
ミスタードーナツにて販売されているドーナツに動物を混ぜ合わせたキャラクターとなっている。ポン・デ・ライオンを含めた12種類のキャラクターデザインは堀内弘誓による。「ポン・デ・ライオンと仲間たち」を使ったオリジナルグッズは、2023年7月末現在で431種類つくられている。
ポン・デ・ライオン（♂）
モチーフはポン・デ・リング＋ライオン。
自分を百獣の王だと思い込んでいる男の子。たてがみがポン・デ・リングになっており、取り外して食べたりすることができる。食べ尽くすとしっぽがふくらみポン・デ・リングになってそれを再びたてがみにすることが可能。生まれてからポン・デ・リングしか食べたことがないらしい。
フレンチウーラー（♀）
モチーフはフレンチクルーラー＋ヒツジ。
自分の王子さまが迎えに来てくれると信じている夢見る女の子であり、ゆったりマイペースな性格。ポン・デ・ライオンとは出会った日から大の仲良しらしい。
チョコリングマ（♀）
モチーフはチョコリング＋クマ。
耳がチョコリングになっている。体が大きくて力持ちだが、泣き虫な心優しい女の子。いつも隅でもじもじしている。
ハニーシッポ（♂）
モチーフはハニーディップ＋リス。
いたずら好きの男の子。なかまたちによくいたずらをしているが、憎めない性格。
マフィンガメ（♂）
モチーフはメープルマフィン＋カメ。
頼りになる長老。皆の悩みを真剣に聞いて、アドバイスをしてくれる。
エンゼルダゾウ（♂）
モチーフはエンゼルクリーム＋ゾウ。
体は大きいものの、かなり甘えん坊な男の子。鼻から水を出して虹を作るのが得意。
D-ピピコ
モチーフはD-ポップ＋ひよこ。
いつも一緒にいるにぎやかな6人兄弟。公式プロフィールに記述はないが、個々に性格が設定されているものと思われる。CM、スケジュール帳、絵本などで、他の5人と異なる行動をする様子が窺える（特に、チョコファッションはおちゃめな性格であることが分かる）。
ウシシシココナツ（♂）
モチーフはココナツ＋ウシ。
個性豊かなお兄さん。足音と笑い声で、遠くにいても来るのがわかるらしい。
エリマキファッション（♂）
モチーフはオールドファッション＋エリマキトカゲ。
おっちょこちょいな気のいいお兄さん。おしゃべり好きでオネエ言葉を使う。サルではない。
チョコダッチョ（♀）
モチーフはチョコレート＋ダチョウ。
面倒見のよい近所のおばさん。いろんな情報にくわしく、いつも走り回っている。
ゴールデンチョッキリン（♂）
モチーフはゴールデンチョコレート＋キリン。
恥ずかしがり屋の男の子。たかいところからみんなを見守っている。D-ピピコたちの一番のいたずら相手。
チュロリーナトナカイーナ（♀）
モチーフはハニーチュロ＋トナカイ。
なかまたち憧れのお姉さん。気を引こうとするお兄さんには厳格だが、子どもにとてもやさしい。

#### ドーナツたいそう
「ドーナツたいそう」と呼ばれる子供向けの体操があり、ポン・デ・ライオンが子どもたちと一緒にその体操をする動画や、全国の観光地でご当地のゆるキャラなどと一緒に体操をする動画が公式YouTubeチャンネルで公開されている。

## フランチャイジー一覧
- アジアル（本社：愛知県名古屋市中区）[13] - 東海地方初のフランチャイジー。
- アシスト・クルー（本社：神奈川県中郡大磯町）
- 安住商会（本社：宮城県多賀城市）
- アトコ（本社：愛知県名古屋市昭和区、ATグループ）
- アドニス（本社：北海道旭川市）
- 甘太郎製菓 （本社：北海道北見市）
- アルファフーズ（本社：宮城県宮城郡七ヶ浜町）
- イズミ・フード・サービス（本社：広島県広島市西区）
- ジョイ・フローラ（本社：千葉県野田市堤根、ディスカウントスーパーヒーローグループ）
- ヴィアン（本社：東京都港区）
- ニップンドーナツホールディングス（日本製粉グループ）
  - ニップンドーナツ（本社：東京都渋谷区）[105]
  - ニップンドーナツ関西（本社：大阪府東大阪市）
  - ニップンドーナツ九州（本社：長崎県長崎市）
- ウッドベル（本社：島根県出雲市）
- M&Sフードサービス（本社：大阪府大阪市中央区、SRSホールディングス）
- エムディフード（本社：大阪府吹田市、ダスキングループ）
  - エムディフード東北（本社：秋田県秋田市、ダスキングループ）
    - 秋田県の全店舗を手がけていたKAMADAスマイルコーポレーションの受け皿として設立され、KAMADA社が運営していた全店舗を継承して運営。

  - エムディフード九州（本社：鹿児島県鹿児島市、ダスキングループ）
- オークフーズ（本社：和歌山県和歌山市、オークワグループ）
- 株式会社大阪（本社：大阪府岸和田市）[106]
- 岡田屋（本社：神奈川県横浜市旭区）[107]
- おりじん（本社：長野県松本市）
- 神奈中システムプラン（本社：神奈川県平塚市、神奈川中央交通グループ）
- 極東フーズコーポレーション（本社：福岡県福岡市中央区）
- キングベーク（本社：北海道函館市）[108] - 通常価格より安価な価格設定となっている[109][110]。
- ケントク（本社：大阪府大阪市中央区）
- ゴトウ洋服店（本社：和歌山県和歌山市）
- コヤマフーズ（本社：宮城県仙台市青葉区、小山商会グループ）
- 山商株式会社（本社：兵庫県神戸市長田区、山陽電鉄グループ[111]）
- サンポーコーポレーション（本社：岐阜県岐阜市）
  - サンポーギフ（本社：岐阜県岐阜市）
  - サンポー浜松（本社：静岡県浜松市）
- 三和紙器（本社：兵庫県尼崎市）
- JR九州ファーストフーズ（本社：福岡県福岡市博多区、JR九州グループ）
- 西武鉄道（本社：埼玉県所沢市）
- 大日本倉庫（本社：大阪府八尾市）
- タイホウフーズ（本社：愛知県名古屋市中区、タイホウグループ）
- 太陽エンタープライズ（本社：神奈川県横浜市神奈川区）
- 拓南産業（本社：沖縄県那覇市、拓南製鐵グループ）
- 竹屋（本社：三重県四日市市）
- 立花エンターテインメント・ワン（本社：大阪府堺市西区）
- チタカ・インターナショナル・フーズ（本社：愛知県北名古屋市）
- 都筑（本社：愛知県豊田市）
- 寺川ビルディング（本社：奈良県北葛城郡王寺町）
- 東急グルメフロント（本社：東京都目黒区、東急グループ）
- トレーシー（本社：神奈川県横浜市緑区）
- 奈良交通（本社：奈良県奈良市、近鉄グループ）
  - 2019年1月、奈交フーズを合併。
- 二鶴（本社：徳島県徳島市）
- 西鉄ストア（本社：福岡県福岡市、西鉄グループ）
  - 2021年10月1日、西鉄プラザより事業を継承。
  - 西鉄プラザのフランチャイズ1号店の西鉄久留米ショップは、1980年代には全国一位（世界一でもあった）の売り上げを誇り（西鉄プラザ自体も自社店舗数や店舗運営効率がFC全体でトップクラスであった）、本部から表彰を受けたことがある[22]。
- 日宝フーズ（本社：神戸市中央区）
- ニッシンコーポレーション（本社：山口県下関市）
- ニューフード産業北陸（本社：石川県金沢市、ダスキン北陸グループ）
- 萩田換地（本社：新潟県佐渡市）
- バザール（本社：千葉県市川市）
- ビービーエム（本社：大阪府箕面市）
- ビケンテクノ（本社：大阪府吹田市）
- ファイブ・ワン（本社：青森県青森市）
- フジタコーポレーション（本社：北海道苫小牧市）
- フジファミリーフーズ（本社：愛媛県松山市、フジカンパニーズ）
- プランドゥ（本社：埼玉県所沢市）
- BUNコーポレーション （本社：福岡県福岡市博多区）
- 星商（本社：千葉県千葉市若葉区）
- ポラリス（本社：福島県いわき市）
- マックスバリュ東海（本社：静岡県浜松市中央区、イオングループ）
  - イオンモール内の店舗と異なり、先行して非連動でWAONなどに対応することがなかった。また現在は連動カードリーダーを使用している。そのためWAON POINTではなくWAONポイントが加算され変倍企画は対象外となる。nanacoは利用できない。
- 松屋（本社：福島県福島市）[112]
- マルハンダイニング（本社：東京都江東区、マルハングループ）
- マルヨ（本社：山口県防府市）
- みつばち（本社：福井県福井市）
- 大和フーヅ（本社：埼玉県熊谷市、ニップンドーナツグループ）
- ユーアールエー（本社：兵庫県淡路市）
- ヨロチョー（飲食事業部）（本社：兵庫県豊岡市、ダスキンフランチャイジーの一部門）
- リバースリー（本社：京都府京都市西京区）
- リラィアブル（本社：北海道釧路市）
- ヨコハマフーズ（本社：神奈川県横浜市西区）
- ルビフ（本社：大阪府大阪市西区）
- ロイヤル商事（本社：東京都豊島区）

## 不祥事
同社は複数回にわたり、ずさんな品質管理による衛生問題を起こしており、これは他のファストフード会社と比較しても多い。

### 中国製肉まんの無認可添加物混入
2002年5月、2000年に販売された中国産（ニッキーフーズ中国法人製造）の肉まん1314万個に、日本国内での使用が認められていない食品添加物の酸化防止剤TBHQ（t-ブチルヒドロキノン）が使用されていたことが発覚。当時外部の業者から指摘を受けて問題を認識したダスキンは、その業者に口止め料6,300万円を支払いそのまま販売を継続していたことも判明し、2002年11月に社長が引責退任した。当時は浜崎あゆみがイメージキャラクターを務めていたが、予定されていたキャンペーンは中止された。
2007年1月18日、ダスキン株主代表訴訟控訴審判決が大阪高裁で行われた。調査報告によって違法添加物混入肉まんがそのまま継続して販売されていたことや、関係当事者に口止め料を支払っていたことなどを、すべての取締役・監査役が知った後の取締役会としての対応（クライシスマネジメント）につき、取締役会の構成員として果たすべき注意義務を怠ったとして、当該事業を直接担当していた元取締役2名に対して、53億4,350万円の損害賠償責任を認めた。なお2006年6月9日に当時の役員のうち11名に関するダスキン株主代表訴訟控訴審判決が大阪高裁で行われ、総額5億5,800万円の損害賠償責任を認めた。2008年2月12日、最高裁判所は、この2つの訴訟についての全ての上告及び上告受理申立を退け、判決は確定した。

### 2004年の虫の混入
2004年1月16日、「ポテトクリームスープ」に虫が混入するトラブルが5件あったことが、客からの苦情で発覚して販売中止した。混入していた虫は野菜につく害虫アザミウマの一種で、材料のアスパラガスに付いていたものとされる。また、前日の1月15日にも「ミスター肉まん」の一部に銅の微粒子が付着していたことが判明したが、ダスキンは「微量で人体には影響ない」として肉まんは販売継続した。
同年6月1日には、5月28日から発売開始した中華粥「涼風粥」に、ガの幼虫が混入していたことが判明し販売中止すると発表。山形県・千葉県・高知県の計3店舗で、長さ8mmから12mmの幼虫が混入しているのを客や店員が発見。発売から約19万食を製造、約8万食が出荷され、全国の1,131店舗で既に1万1,000食以上が販売されていた。名古屋市の食品会社が製造委託を受け加工したもので、具のベトナム産ホウレンソウに付着していたヤガ科のガの幼虫が、洗浄が不十分で残存したものとされる。ダスキンは「製造工程で洗浄が不十分な材料を使っていた。今後は加工方法を見直して品質管理を徹底したい」と述べた。
ダスキンは中国製肉まんの無認可添加物混入事件を受け、役員に消費者団体出身の人物を招き、消費者の信頼回復に取り組んでいた矢先に、不祥事が再度繰り返されることとなった。

### 2007年の不祥事

#### 「もちもちくるみ」の異物混入
2007年1月6日に新商品として全国発売された「もちもちくるみ」に小石のような異物が混入しているとの指摘を受け、同年1月13日には一時販売休止となった。製造段階から原料のクルミに入っていた小石を取り除くことができなかったことが原因とされる。

#### 賞味期限表示のないゼリーを販売
同2007年5月19日、「ポン・デ・ライオン フルーツゼリー マンゴー&ライチ」のうち賞味期限表示のないゼリーが販売されていたことが判明し、該当する商品を回収するとした。

#### 賞味期限切れアイスコーヒーを販売
同2007年6月16日、新潟県の寺尾店（新潟市西区）と長岡駅前店（長岡市）で賞味期限切れのボトル入りアイスコーヒーを販売していたことが判明し、該当商品の回収を呼びかけた。調査の結果、東京都、群馬県などの9店舗で、計25本の賞味期限切れ商品の販売が確認された。

#### 飲料に期限切れシロップを使用
同2007年10月31日、季節商品として販売していた飲料商品「フルーティミルク」の「メロン」「ストロベリー」に賞味期限切れの原材料（シロップ）が使用されていたことが判明したため、販売中止したと発表した。使用されたのは全国36都道府県181店舗に及び、本部は毎週全国の各店舗に対し、賞味期限切れの原材料を特定して使用しないよう指導していたとしているが、実際には機能していなかった。

### 2008年の不祥事

#### 前橋市でのガラス破片混入
2008年1月23日、けやきウォーク前橋ショップ（群馬県前橋市）で、ショーケース扉のガラスが欠けた破片が「マロンホイップ」に混入。購入した女性客が翌24日に連絡し発覚した。1月23日に販売したドーナツ・パイ・マフィン計4,043個を自主回収した。

#### 枚方市での金属片混入
2008年6月10日、枚方長尾ショップ（大阪府枚方市）で販売された「ポン・デ・抹茶あずき」に金属片が混入していたことが判明したと発表した。ドーナツを製造する機器に破損が生じ、その時の金属片が混入した可能性。同社は、6月7日から9日にかけて販売された同商品を回収するとした。

### 2009年の不祥事

#### 京都市での賞味期限切れプリン販売
2009年10月27日、寺町六角上ルショップ（京都市中京区）で販売したプリン6個が賞味期限切れだったと発表した。同年10月24日が賞味期限の「ディップリン ピーチ」を、確認不足で25、26両日に販売。6個のうち2個が持ち帰られ回収を呼び掛けた。

#### 堺市でのパイ商品取り違え
同2009年11月5日、アリオ鳳ショップ（大阪府堺市西区）など7店舗で、新商品のスティックパイ「アップルキャラメル」と「マロン」の計200個を取り違えて販売したと発表した。リンゴに食物アレルギーをもつ人が「アップルキャラメル」を食べるとアレルギー症状が出る恐れがあるとして自主回収した。

### 飲料水への塩素系漂白剤混入
2013年3月22日、豊中駅前ショップ（大阪府豊中市）で、水を飲んだ客4人が体調不良を訴え病院を受診した。大阪府警や豊中市保健所の調査の結果、店内の水から600ppmもの塩素が検出された。漂白剤の液が残ったままになっていた可能性が指摘されている。

### 名古屋市での鉛筆木片混入
2017年7月26日、平針ショップ（名古屋市天白区）で、調理場内で使っていた製造記録用の鉛筆の木片がドーナツ5種「ポン・デ・リング」「ポン・デ・黒糖」「ポン・デ・ストロベリー」「ポン・デ・もちもちきなこ」「ポン・デ・エンゼル」に混入した可能性があり、ドーナツ217点を自主回収した。

### 大阪市でのアルミ片混入
2022年6月29日、アルデ新大阪ショップ（大阪市東淀川区）で販売した「ポンデストロベリー」に、製造機器の一部であるアルミ片が混入。該当商品354個の他、合計3,697個の回収措置を取った。

## 日本国外の店舗（日本資本）
ダスキンは2023年2月時点で、日本国外に9557拠点を展開している。
ダスキンはアジア市場におけるミスタードーナツの商標権および販売権を有しており、2024年現在、ダスキンおよびその提携企業は日本とフィリピン、インドネシア、タイ、台湾、シンガポールで事業運営を行っている。

### 台湾
2004年に台湾に進出。1号店として台北市に天母ショップをオープンした。
台湾ではダスキンと統一企業が「統一多拿滋」ブランドを共同運営している。

### 中国
2000年に中国に進出。1号店として上海にシャンヤン公園ショップをオープンした。しかし、コスト上昇を理由に2019年に撤退した。

### 韓国
2007年に韓国に進出。1号店としてソウル特別市に明洞ショップをオープンした。
しかし韓国ではダンキンドーナツが人気を博していることもあり、2017年に撤退した。

### タイ
1978年、スティチャイ・ジラティワット（Sutthichai Chirathiwat）およびスティキアット・ジラティワット（Sutthikiat Chirathiwat）兄弟率いるタイ・フランチャイズ社が、バンコクのサイアム・パラゴンに1号店をオープンした。2003年、ミスタードーナツはCRG (セントラル・レストラン・グループ)社の管理下に入った。
タイでは「スシド・デライト」という寿司を模した商品がある。

### マレーシア
マレーシアにおいては、2016年時点でイオン傘下のイオンマレーシアがフランチャイズ店を展開していたが、2024年時点においては店舗はすでに存在しない。ただし、ダスキンは2017年にマレーシアのドーナツ店最大手、ビッグアップル（BAWH）を買収・子会社化して経営を行っている。

### シンガポール
2022年10月27日、シンガポールでのミスタードーナツ事業の展開を目的として、RE&Sエンタープライズとマスターフランチャイズ契約を結ぶと発表した。同年11月18日に契約締結し、2023年にシンガポール1号店をオープンした。

### インドネシア
2014年にダスキンと三井物産の合弁会社であるダスキン香港とラガム社がフランチャイズ契約を締結し、2015年5月にジャカルタで1号店をオープンした。

### オーストラリア
1990年にオーストラリア1号店として、シドニーにジョージストリートストアショップをオープンした。これはダスキンの運営するミスタードーナツとしては初の海外進出であった。その後の展開については不明であるが、2024年現在オーストラリア国内にミスタードーナツは存在しない。

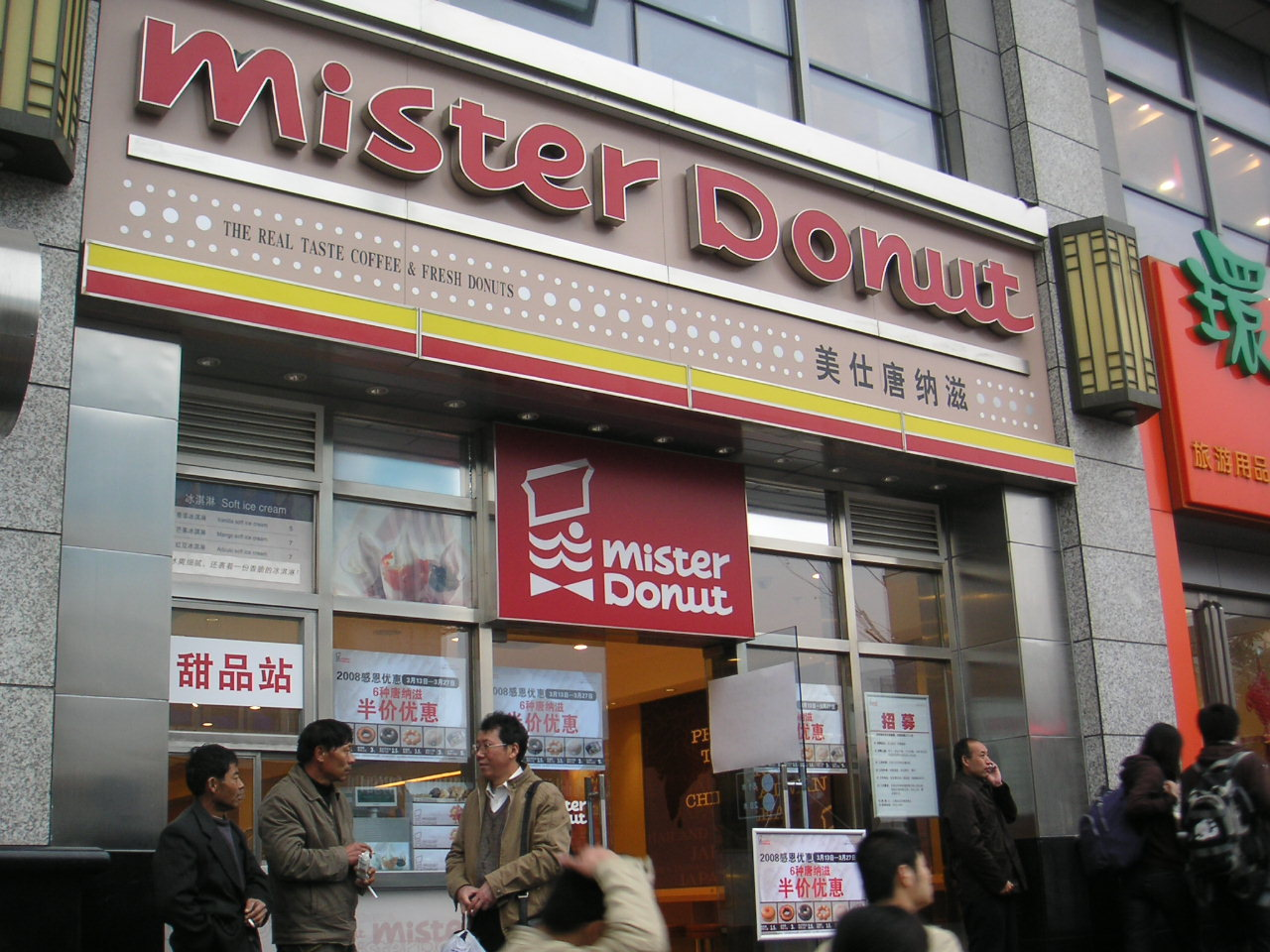
中国・上海にあった店舗

## 日本国外の店舗（非日本資本）

### アメリカ合衆国

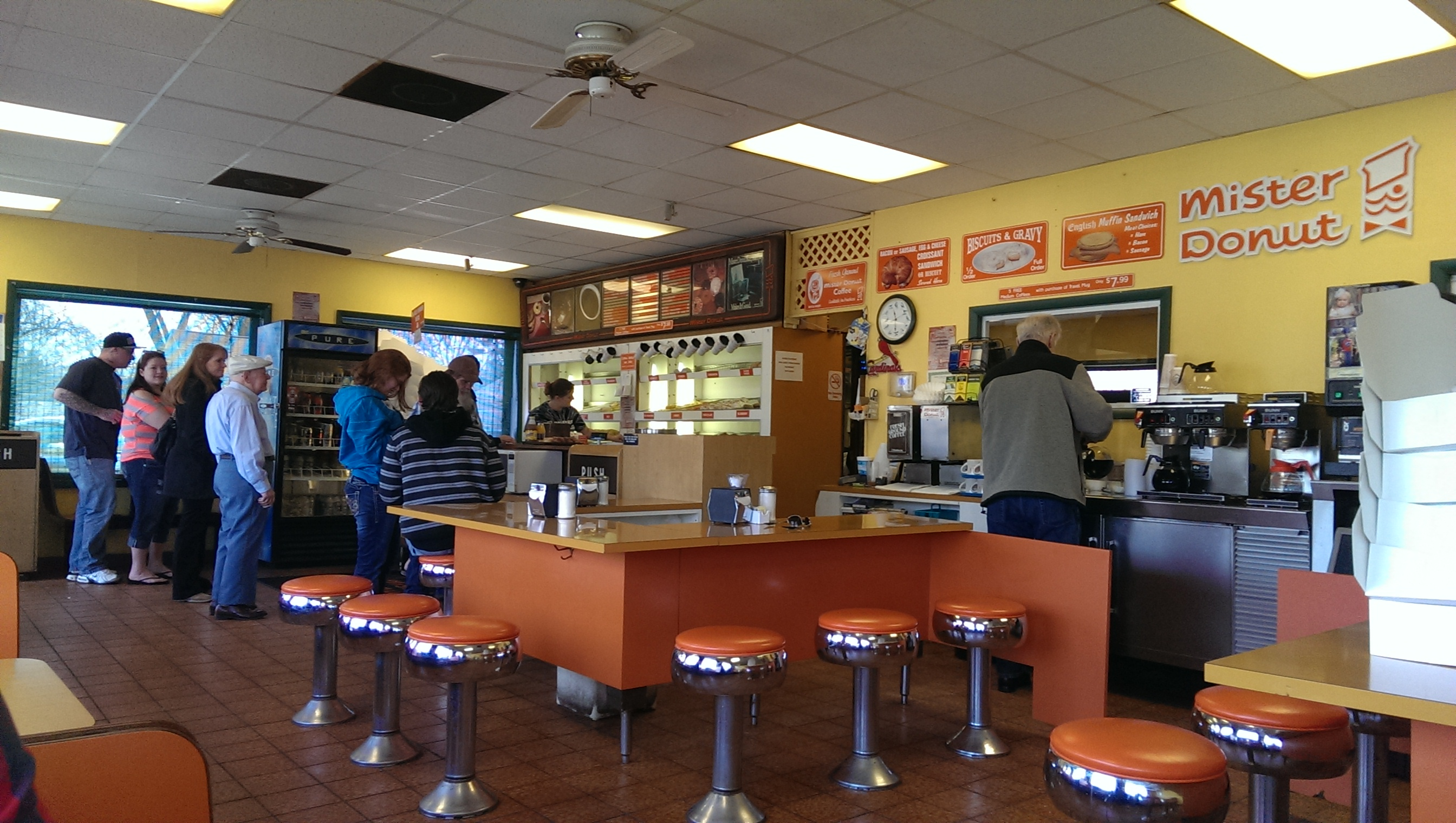
アメリカ合衆国イリノイ州の店舗

本家アメリカのミスタードーナツは、創業者同士が親族関係にあるダンキンドーナツにとっての最大のライバルであったが、1990年2月に、ダンキンドーナツとともにアライド・ライオンズによって買収された。この買収に伴い、ミスタードーナツに加盟していたフランチャイズのほぼ全店がダンキンドーナツへ移行することとなった。しかしながら、ペンシルベニア州とオハイオ州を中心とした一部の加盟店については、既存のダンキンドーナツの店舗と近すぎる等の理由で、鞍替えが事実上困難となった。そのため、数百店に及ぶこれらの加盟店は共同でネットワークを築き、その多くはドーナツ・コネクションという独自のブランド名で、ミスタードーナツの流れを持つメニューを提供している。
なお、2021年現在、米国内でダンキンドーナツへFC加盟せず、前述のドーナツ・コネクション・ブランドも掲げず、創業時のミスタードーナツブランドのままで営業している店舗は、イリノイ州ゴドフリーの個人店1店を残すのみである。この店舗は元アメリカ海軍所属の軍人で沖縄に20年以上滞在した経験のあるアメリカ人男性が、既にミスドのフランチャイズがアメリカから消滅していた2004年に帰国した際に、先代のオーナーから店舗を引き継いで経営を続けている。営業時間は朝4時から昼1時までであるが、オーナーによるとミスタードーナツに親しみを持つ日本人が一定の頻度で来店するという。

### カナダ
1961年から1962年にミスタードーナツはカナダでの店舗展開を開始し、1970年にはオンタリオ州、ケベック州を中心に27店が存在していた が、1990年代後半から規模が縮小され、オンタリオ州トロントにあった最後の3店舗は2010年前後に閉店した。
2021年時点でカナダではドーナツ店として、ティム・ホートンズが主流である。

### エルサルバドル

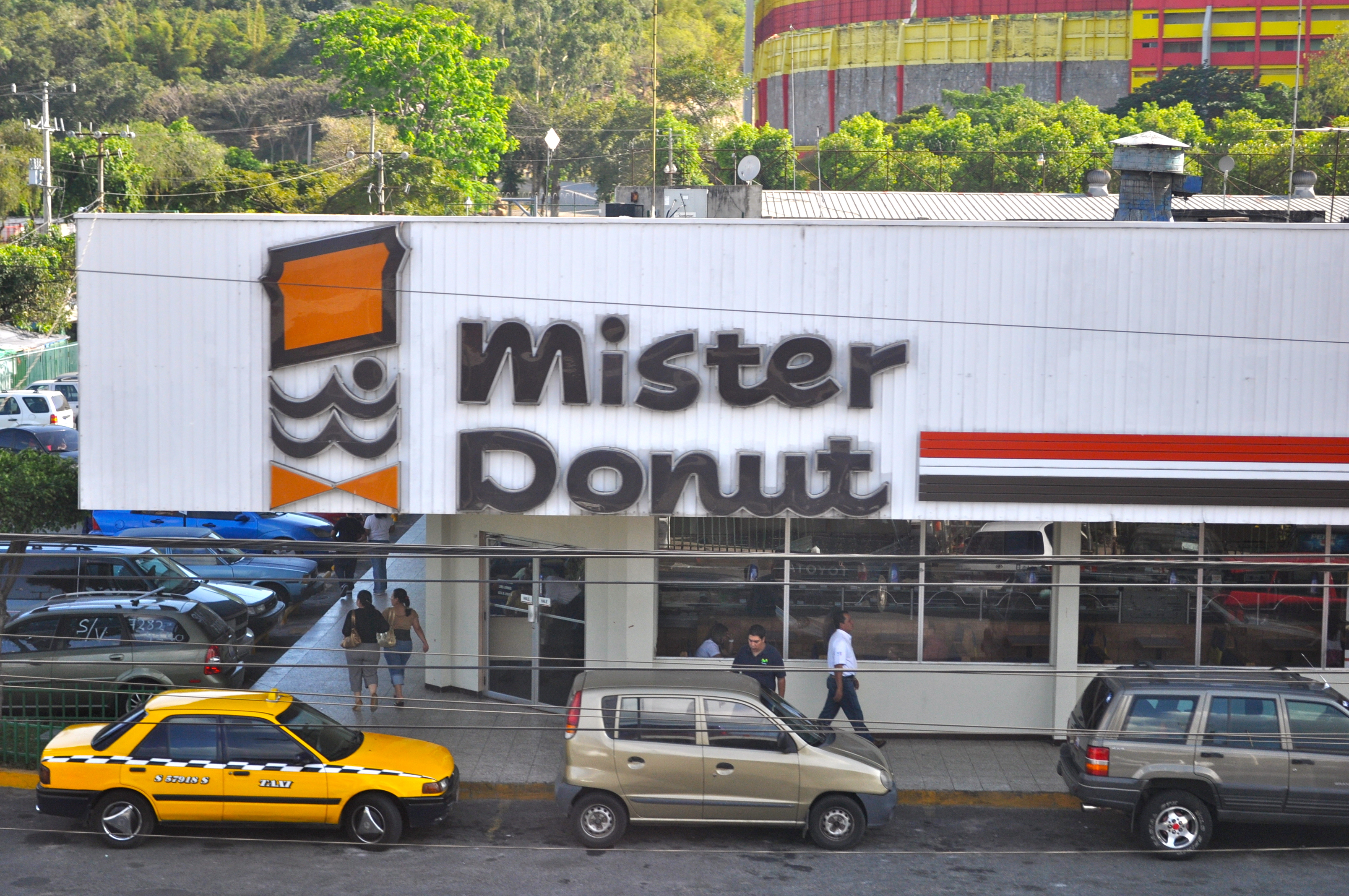
エルサルバドルの店舗

エルサルバドル国内に所在するミスタードーナツは、同国でファストフード店を多数経営する、実業家のアドルフォ・サルーメ（Adolfo Salume）の経営する企業が所有している。1970年代に、アドルフォの父が当時まだアメリカ資本で展開されていた同国唯一の店舗を買い取り、以降独自に展開してきたものである。ドーナツ以外にもエルサルバドル料理を提供しており、毎年9月に行われるドーナツ半額セールでは多数の客が長蛇の列を成す人気を博している。2014年時点で、30店舗以上を国内で展開している。

### ヨーロッパ・中東・アフリカ
ヨーロッパでは、1987年3月31日にエリ・G・サヘブ（Elie G. Saheb）がイギリスにおけるミスタードーナツの商標権を取得し、ロンドンのフラム地区に最初のパイロット店をオープンした。その後サヘブは1988年にはヨーロッパ、1995年には中東地域での商標権を取得した。ただし、その後の事業の展開については公式ホームページにも記載がなく不明である。